# Biserica reformată din Mureni

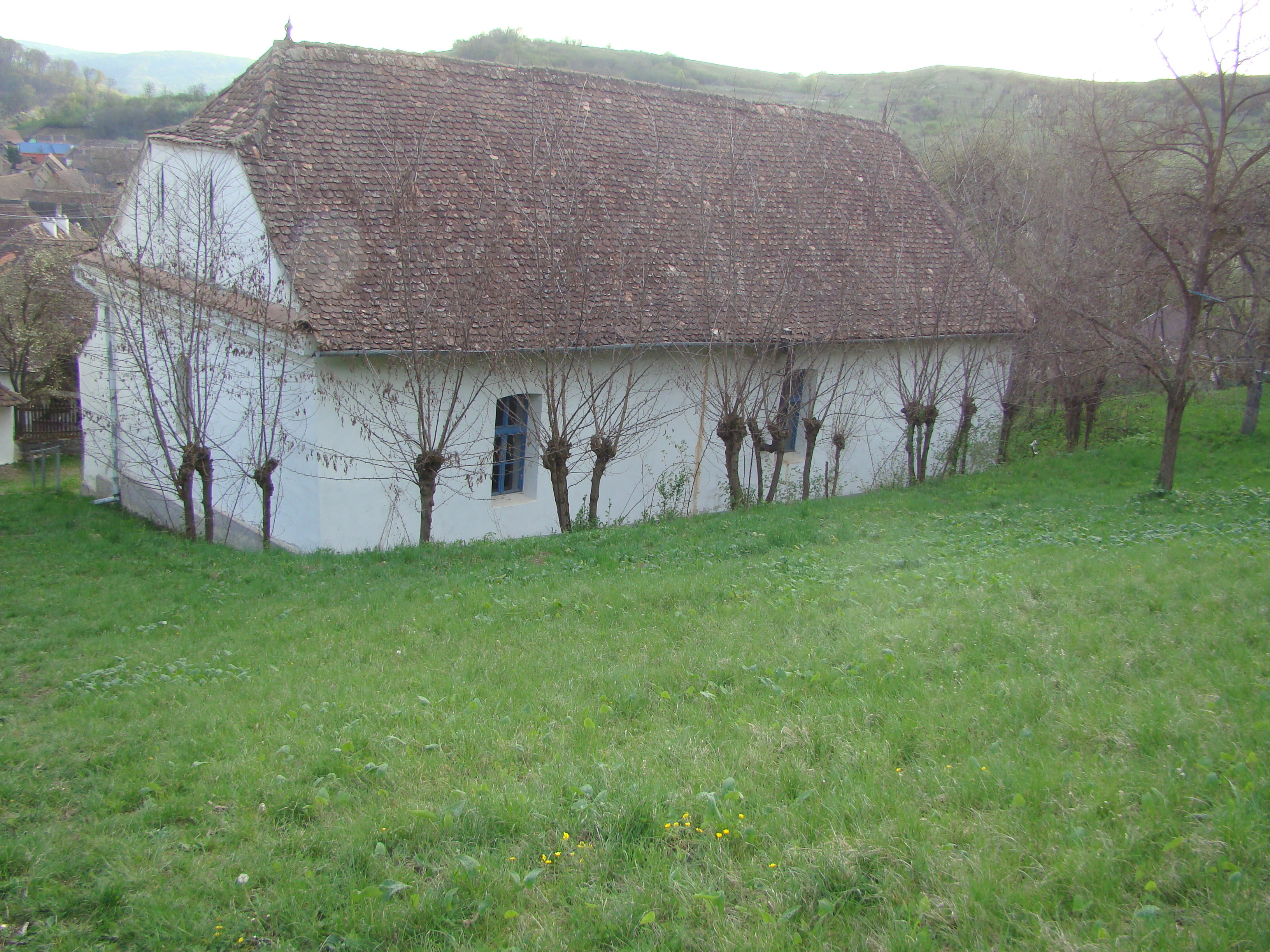
Biserica reformată din Mureni, comuna Vânători, județul Mureș, foto: aprilie 2019.

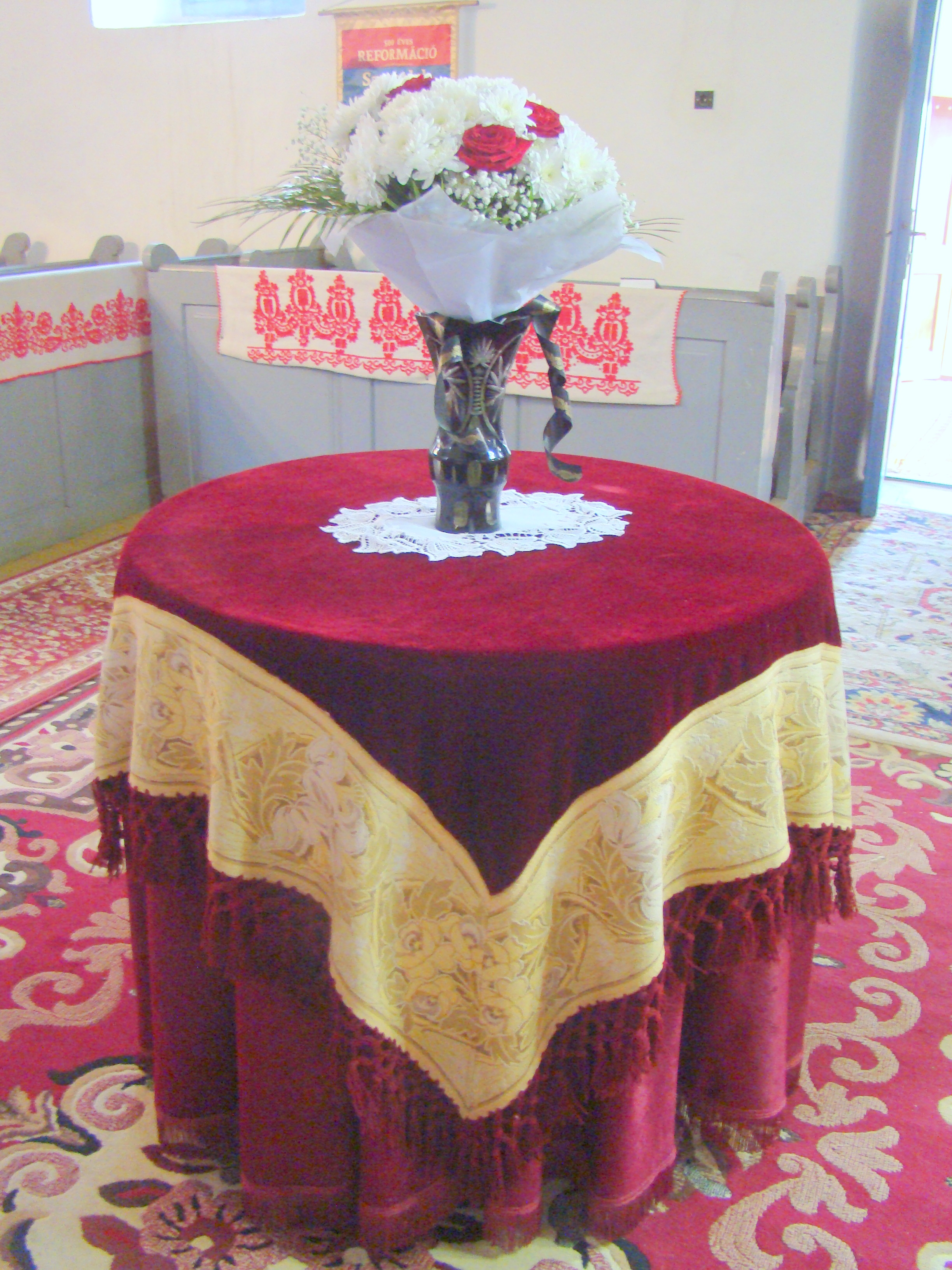
Masa Domnului

Biserica reformată din Mureni este un lăcaș de cult aflat pe teritoriul satului Mureni, comuna Vânători. A fost construită în 1739, înlocuind vechea biserică medievală.

## Localitatea
Mureni, mai demult Sedriaș, Sindriaș, Sândrieș, Sidiriaș (în dialectul săsesc Zedriasch, în germană Neuflaigen, Neuflagen, Neureckel, Sedresch, Neuzekel, în maghiară Szederjes) este un sat în comuna Vânători din județul Mureș, Transilvania, România. Menționat pentru prima dată într-o scrisoare de donație de la începutul anilor 1270.

## Biserica
Biserica medievală era menționată ca fiind „puternic ruinată” în 1721. Noua biserică a fost construită între 1731 și 1739 pe același loc, cu sprijinul familiei Székely, care deținea satul la acea vreme. În anul 1878 orga a fost înlocuită, orga actuală fiind opera lui István Kolonics.
Nu se știe când a fost construit turnul de piatră, separat de biserică. Clopotul mic, din 1768, are inscripții latine. Fostul clopot mare, realizat în secolul XIX cu sprijinul familiei Fronius, a fost rechiziționat în 1917, pentru efortul de război. În 1924 a fost turnat un nou clopot, cu o greutate de 165 kg.
La mijlocul secolului trecut, arhitectul Kós Károly a fost prezent pe șantierul de renovare a bisericii, încercând să o protejeze de efectele dăunătoare ale umidității.

## Imagini din exterior

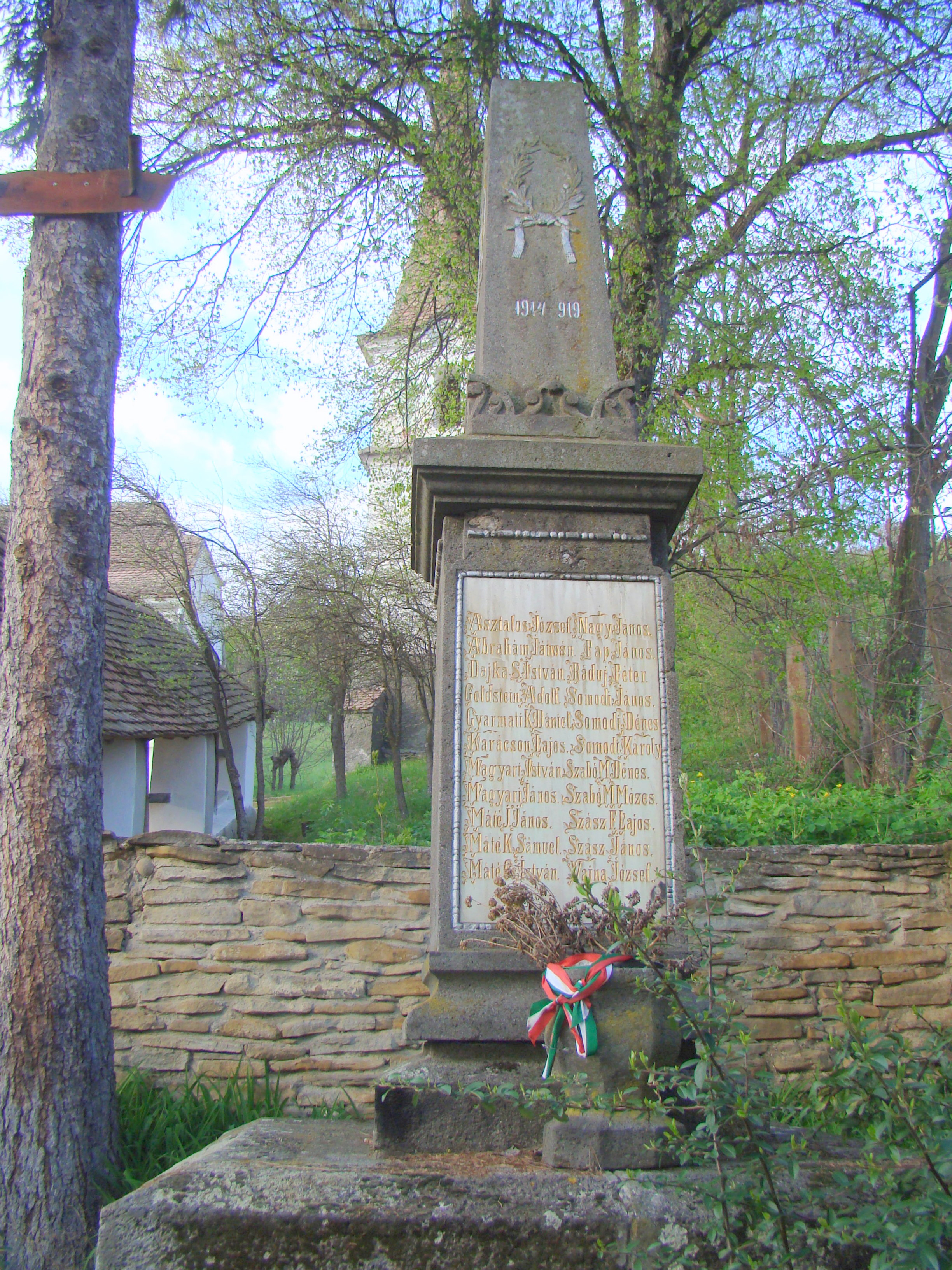
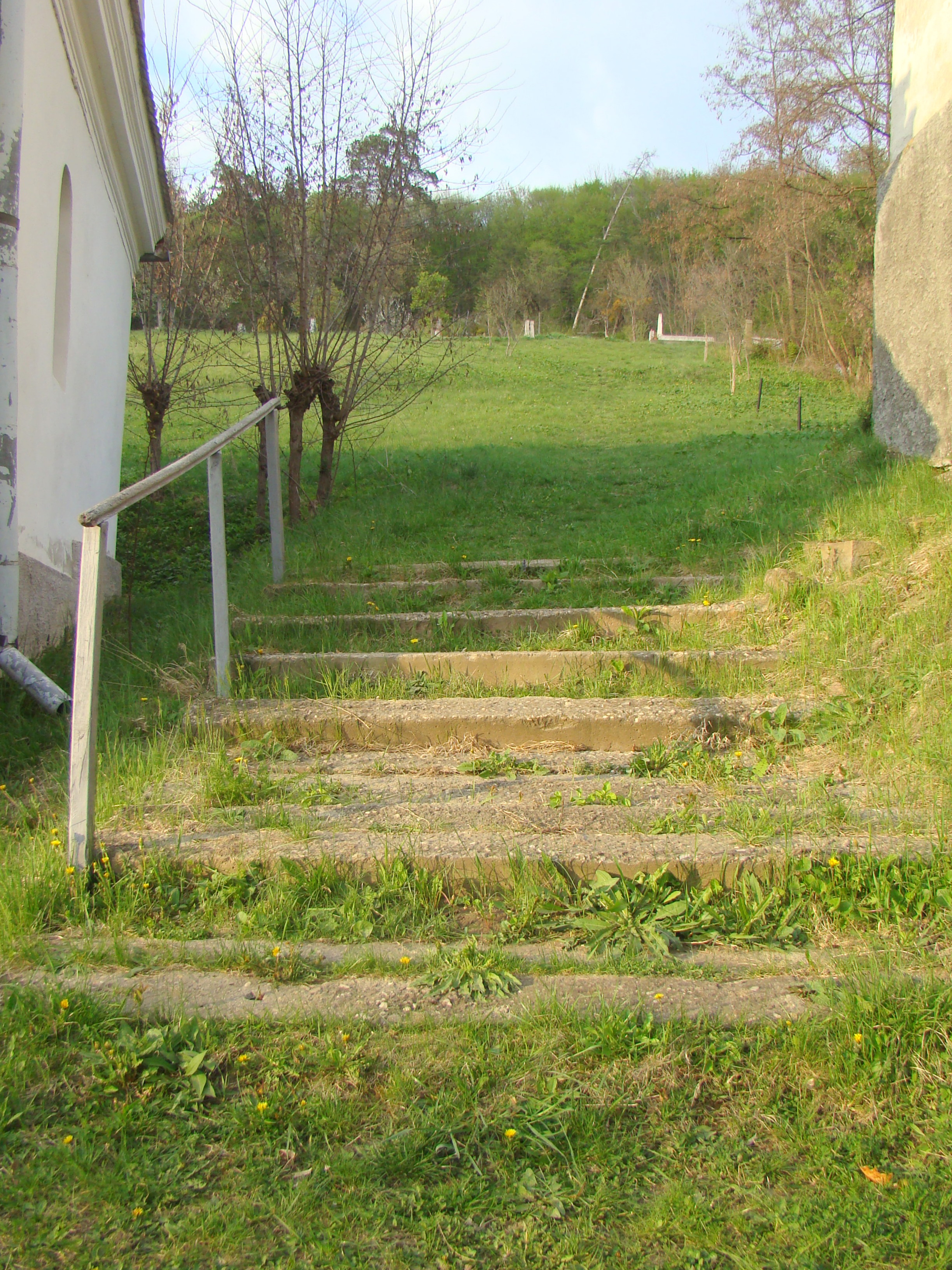
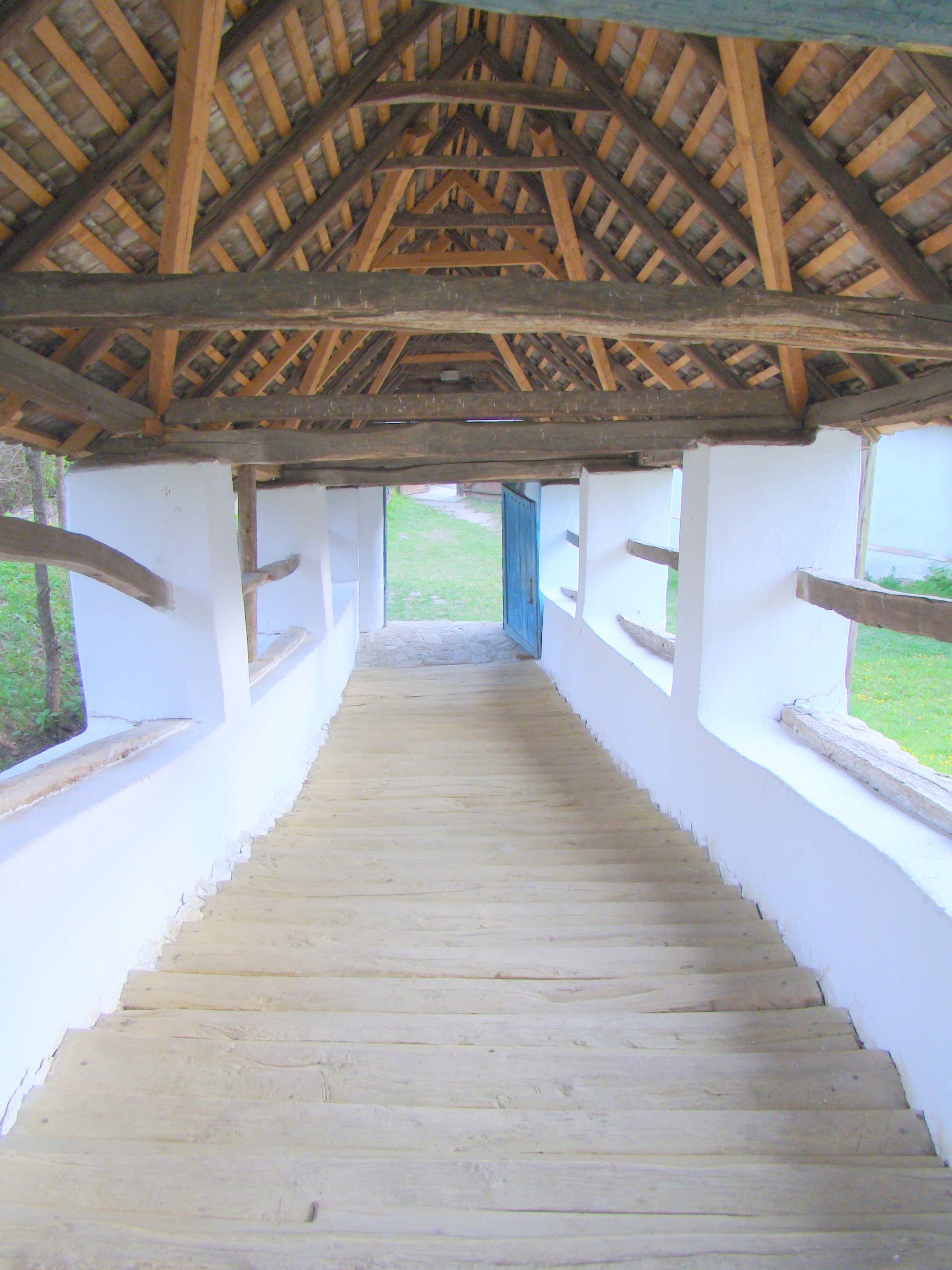
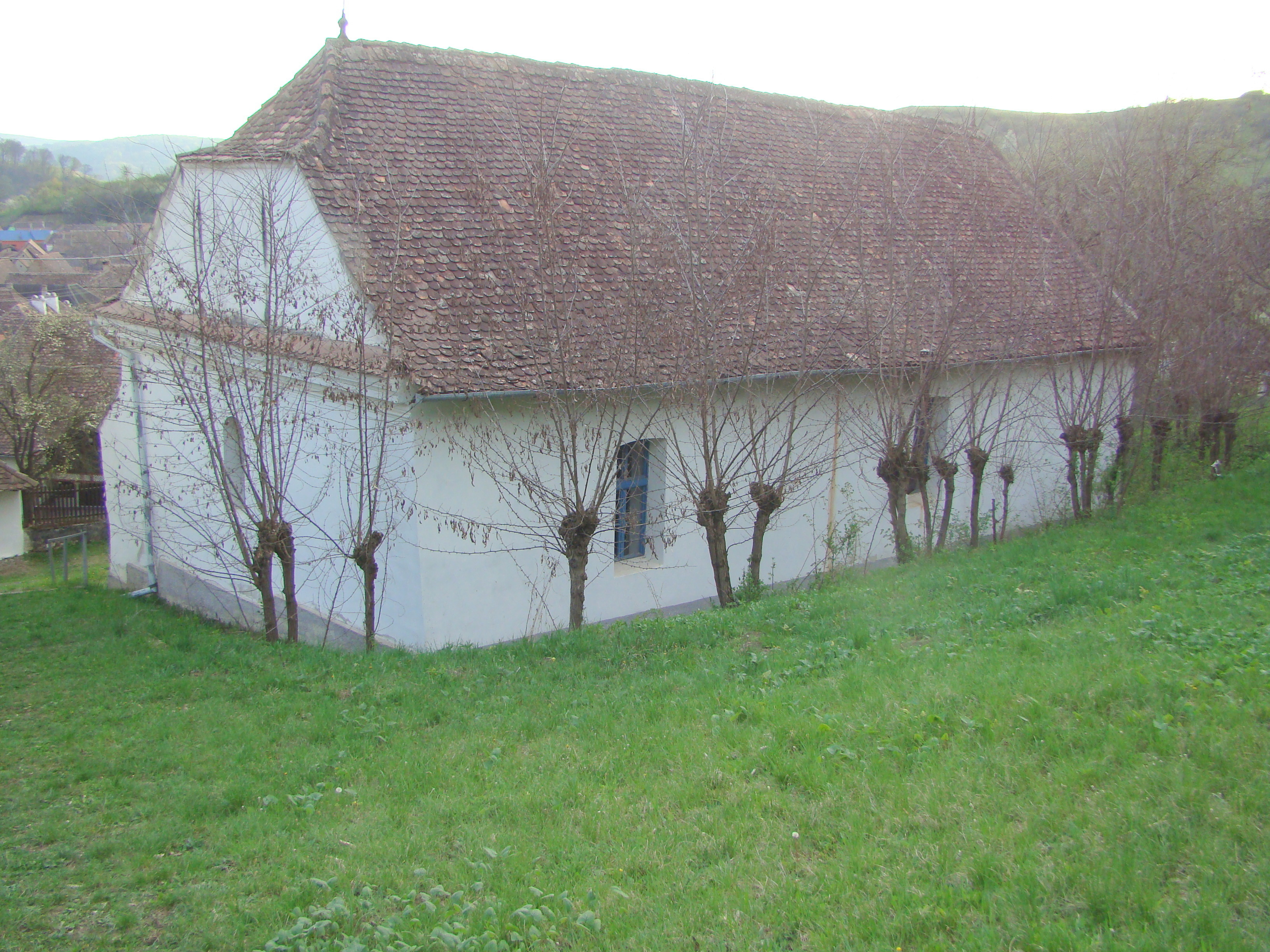
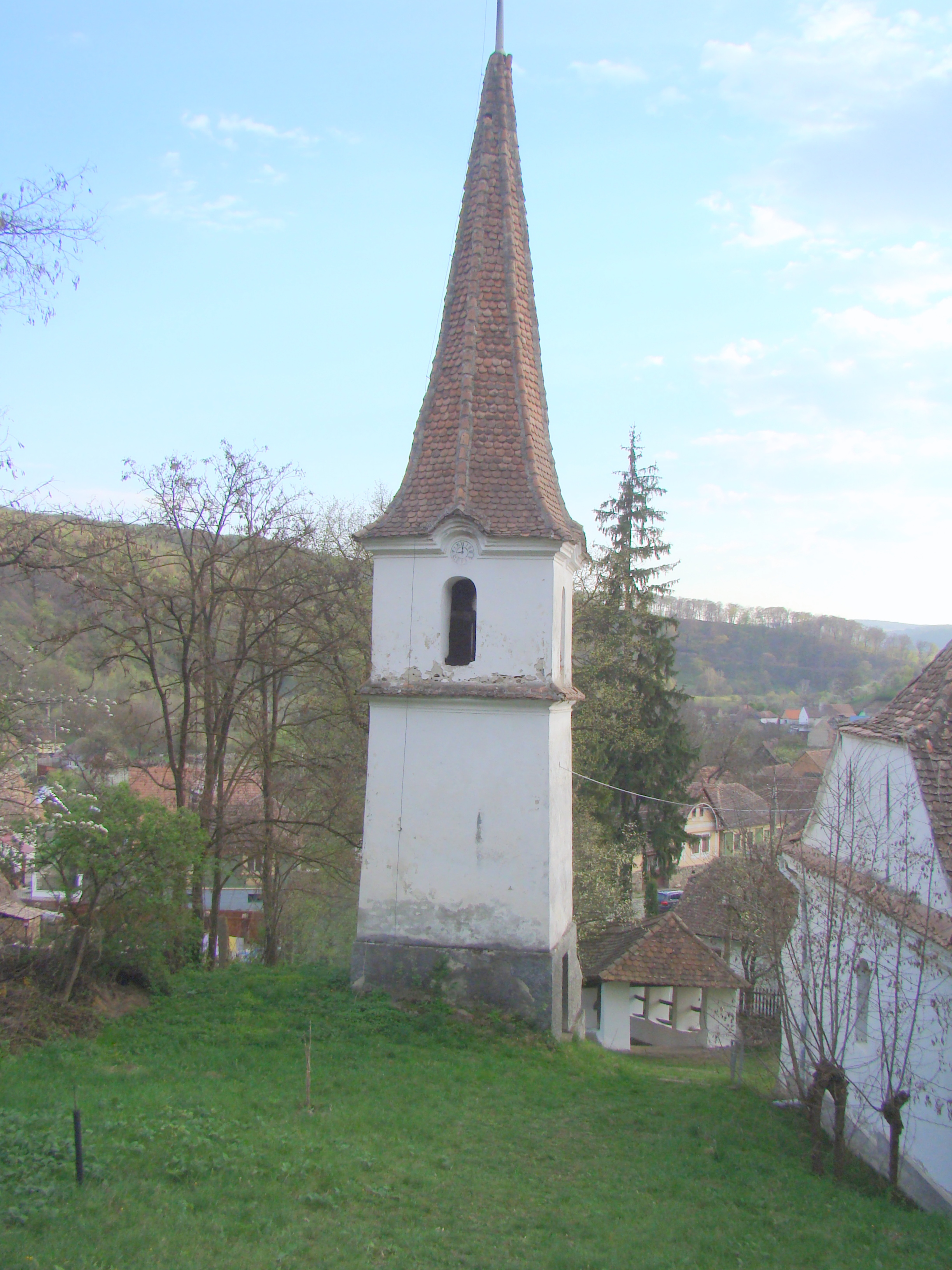
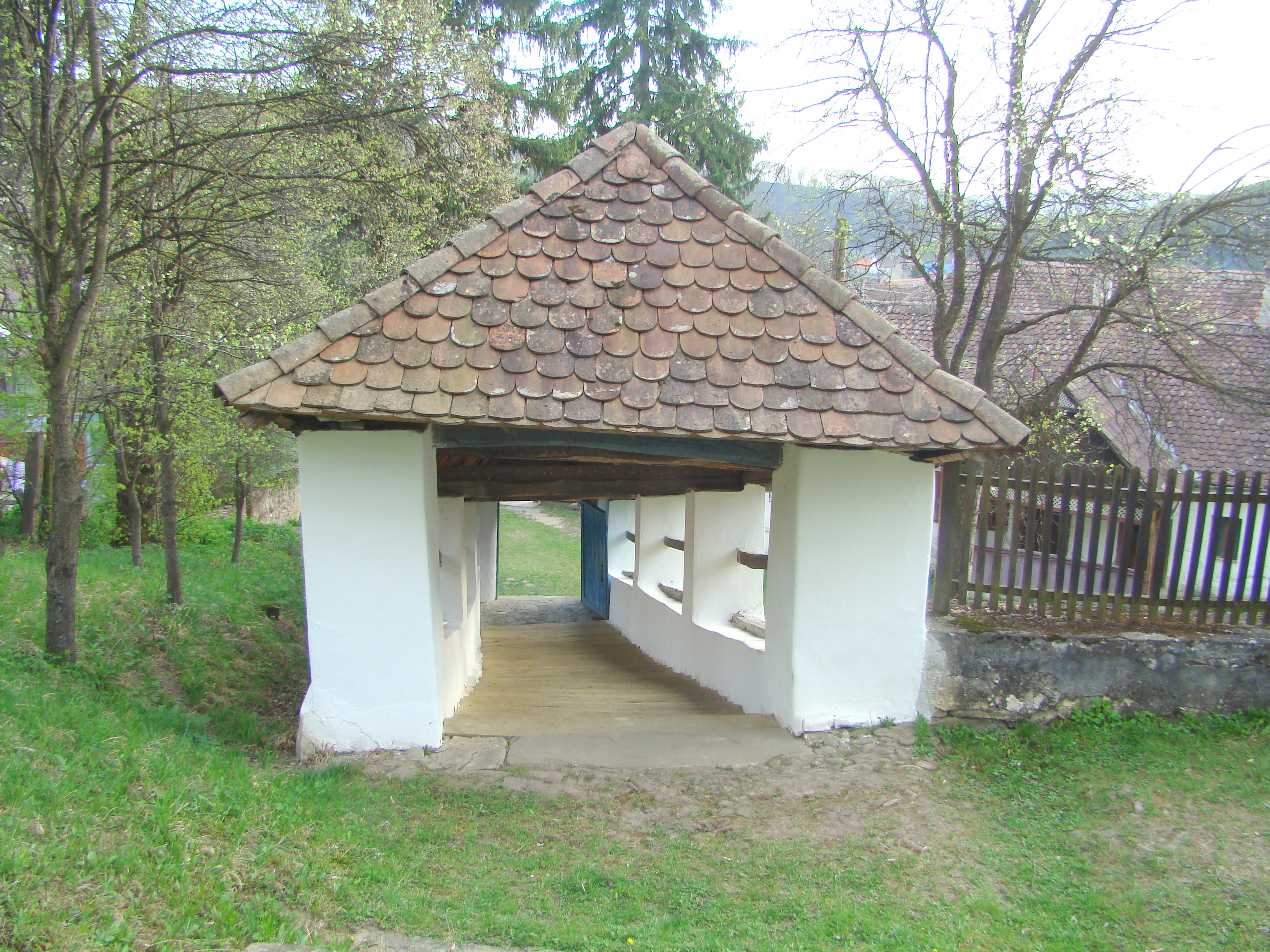
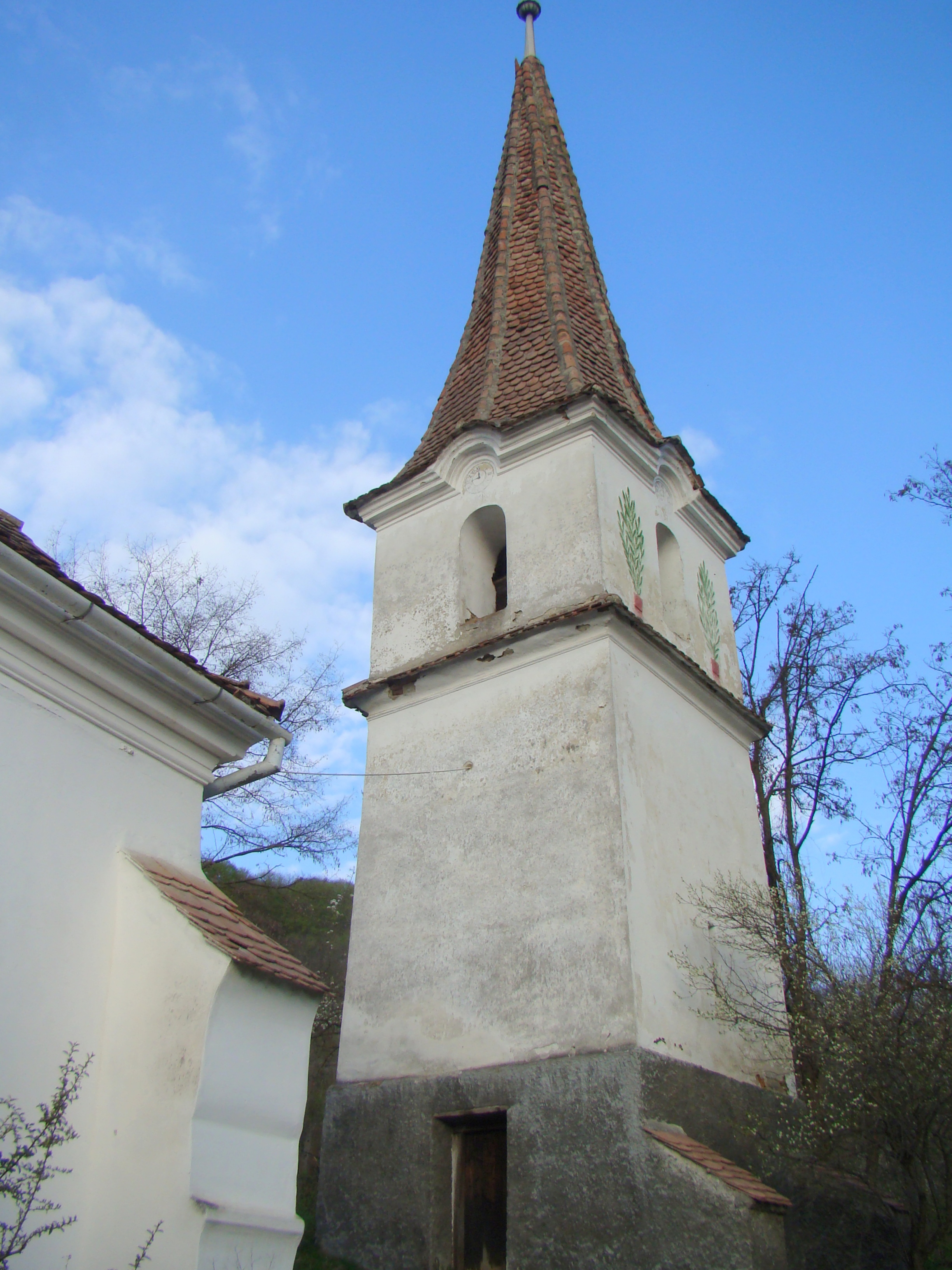
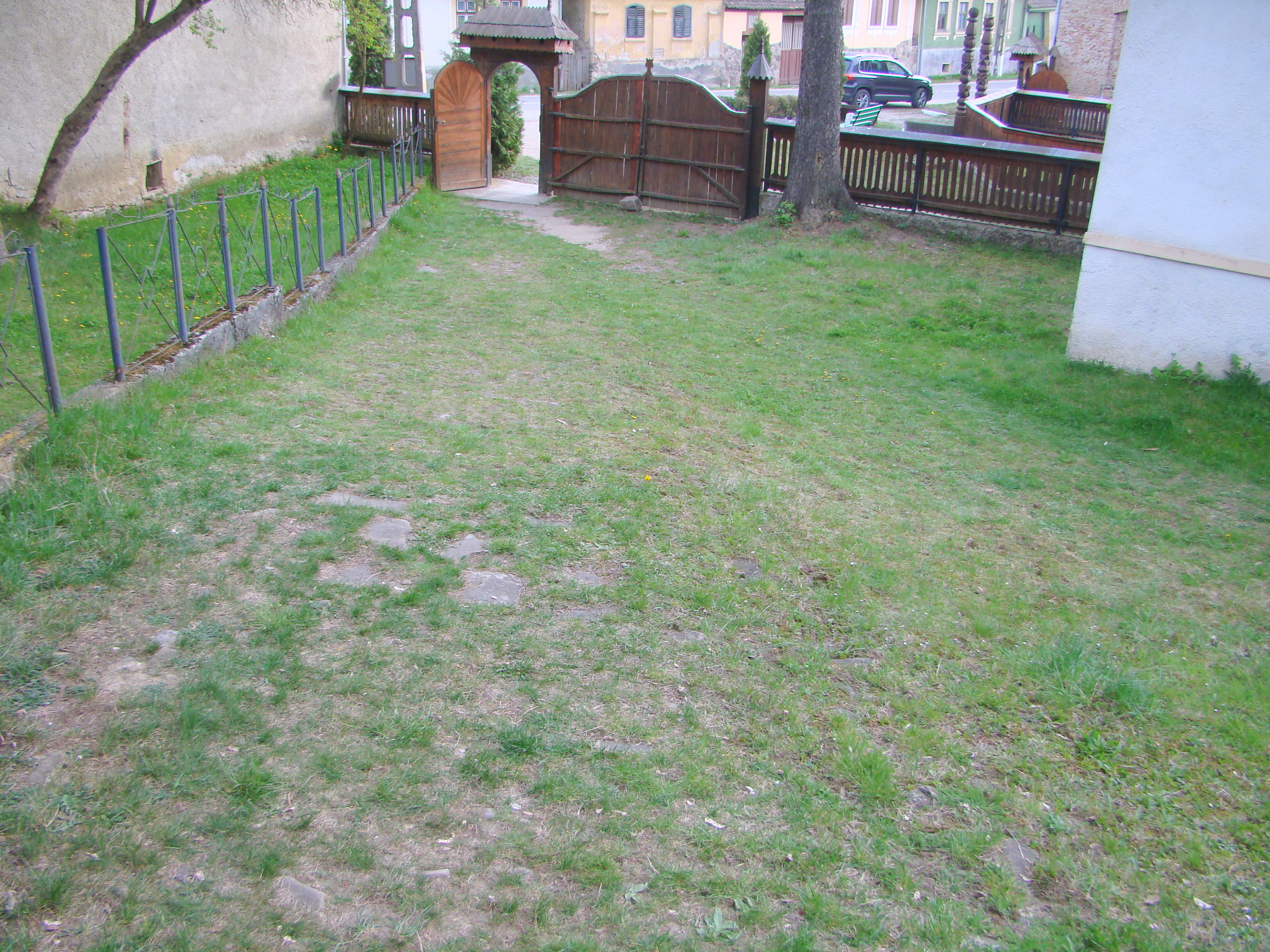
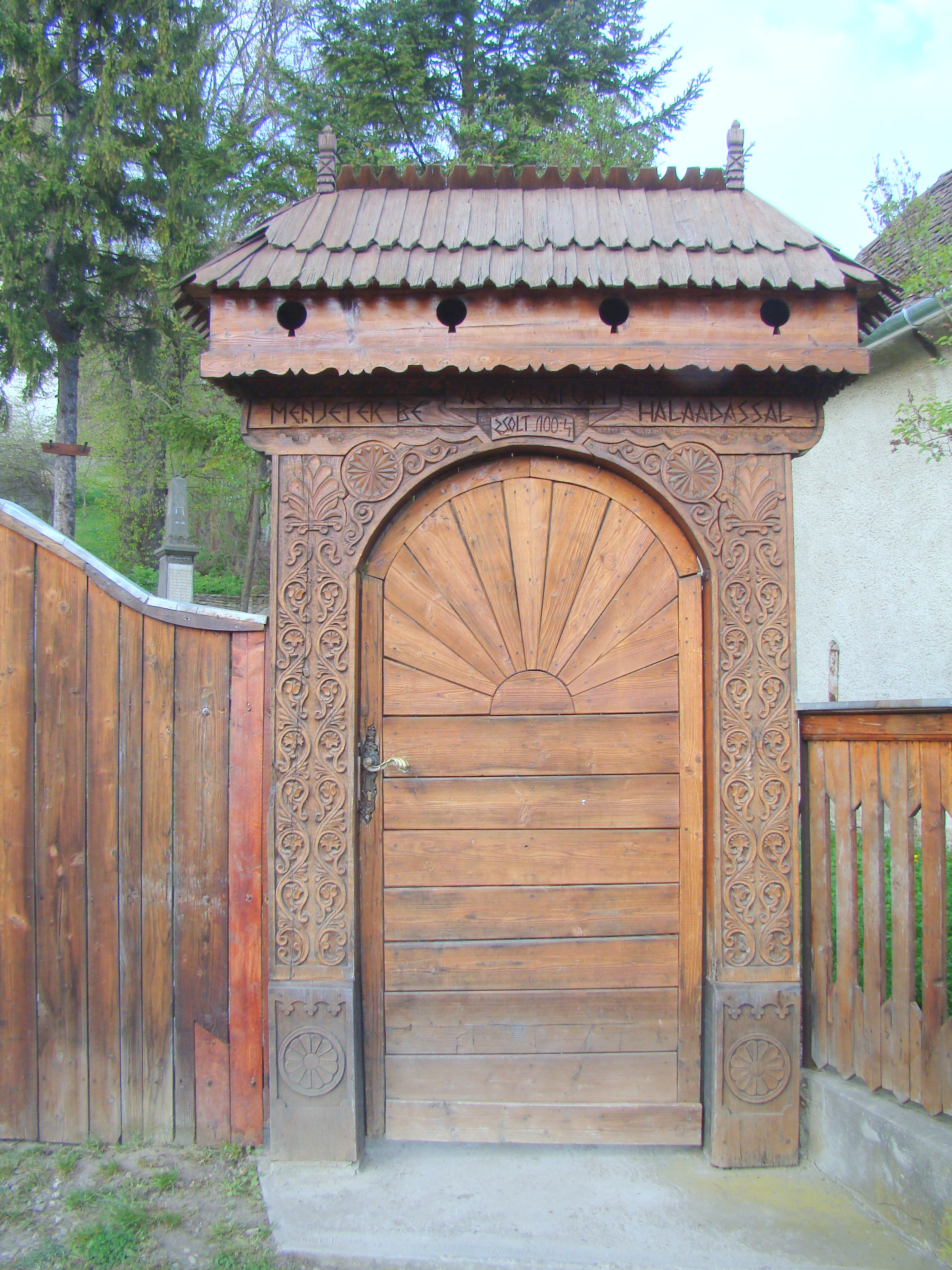
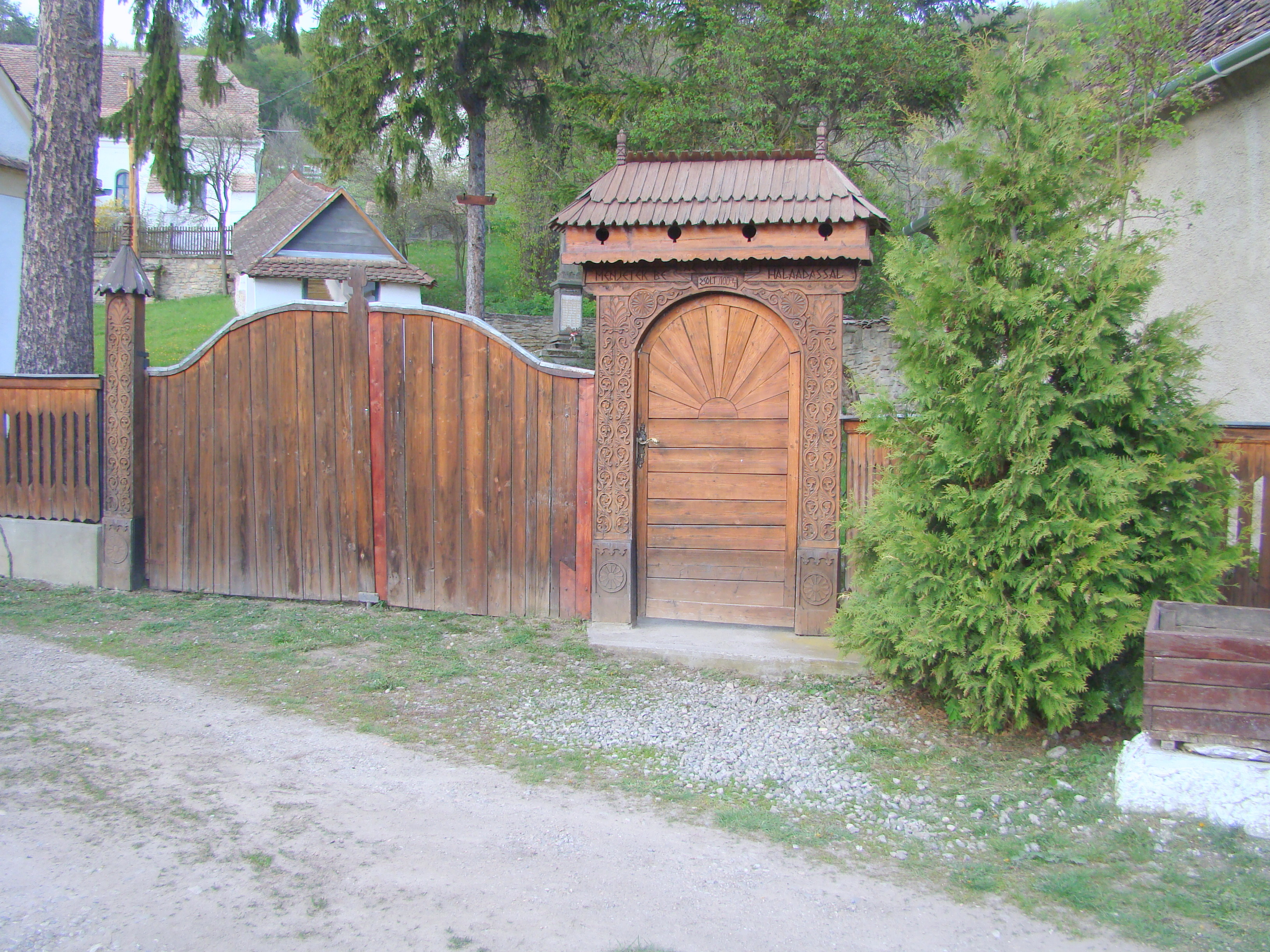
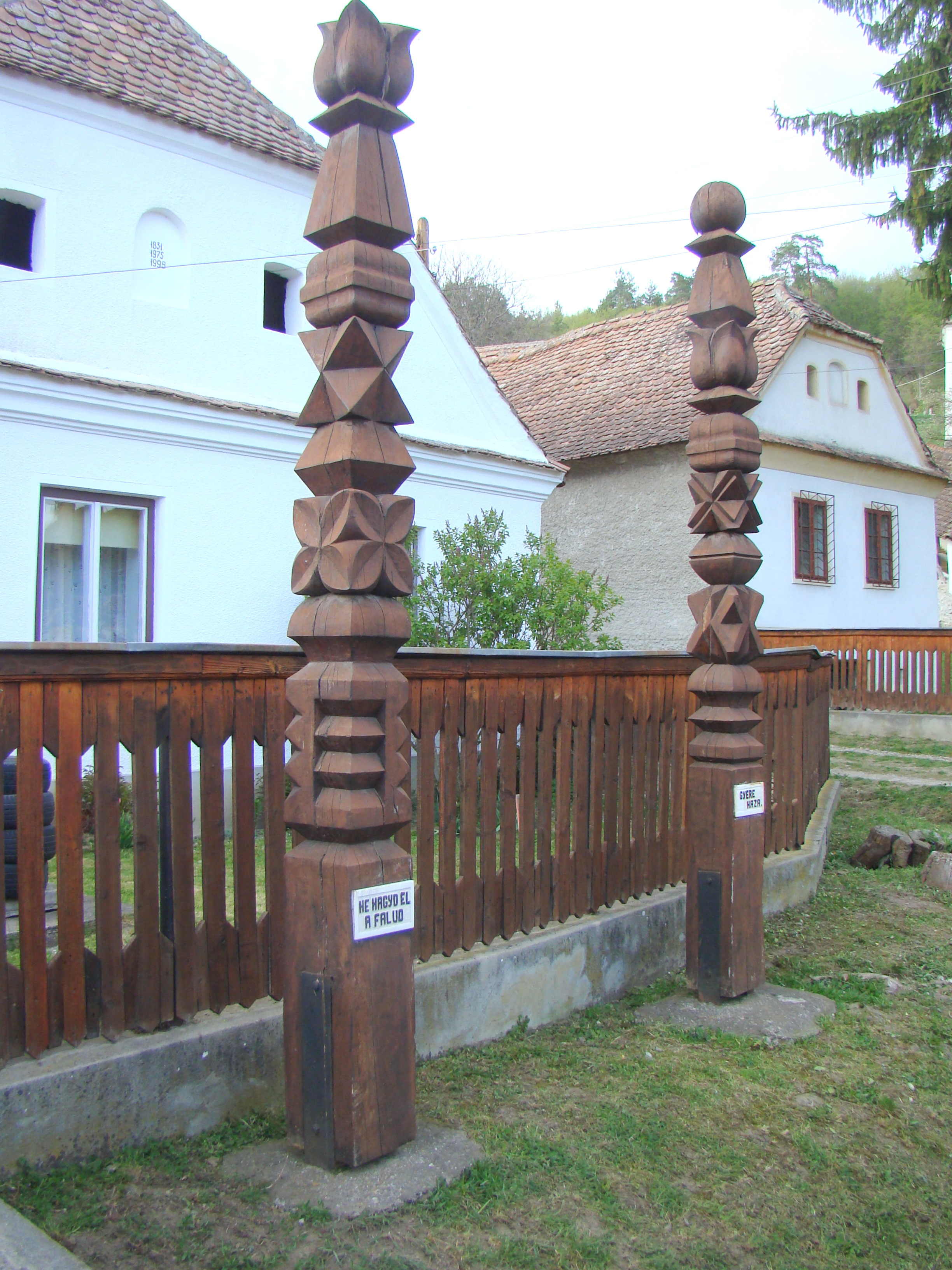
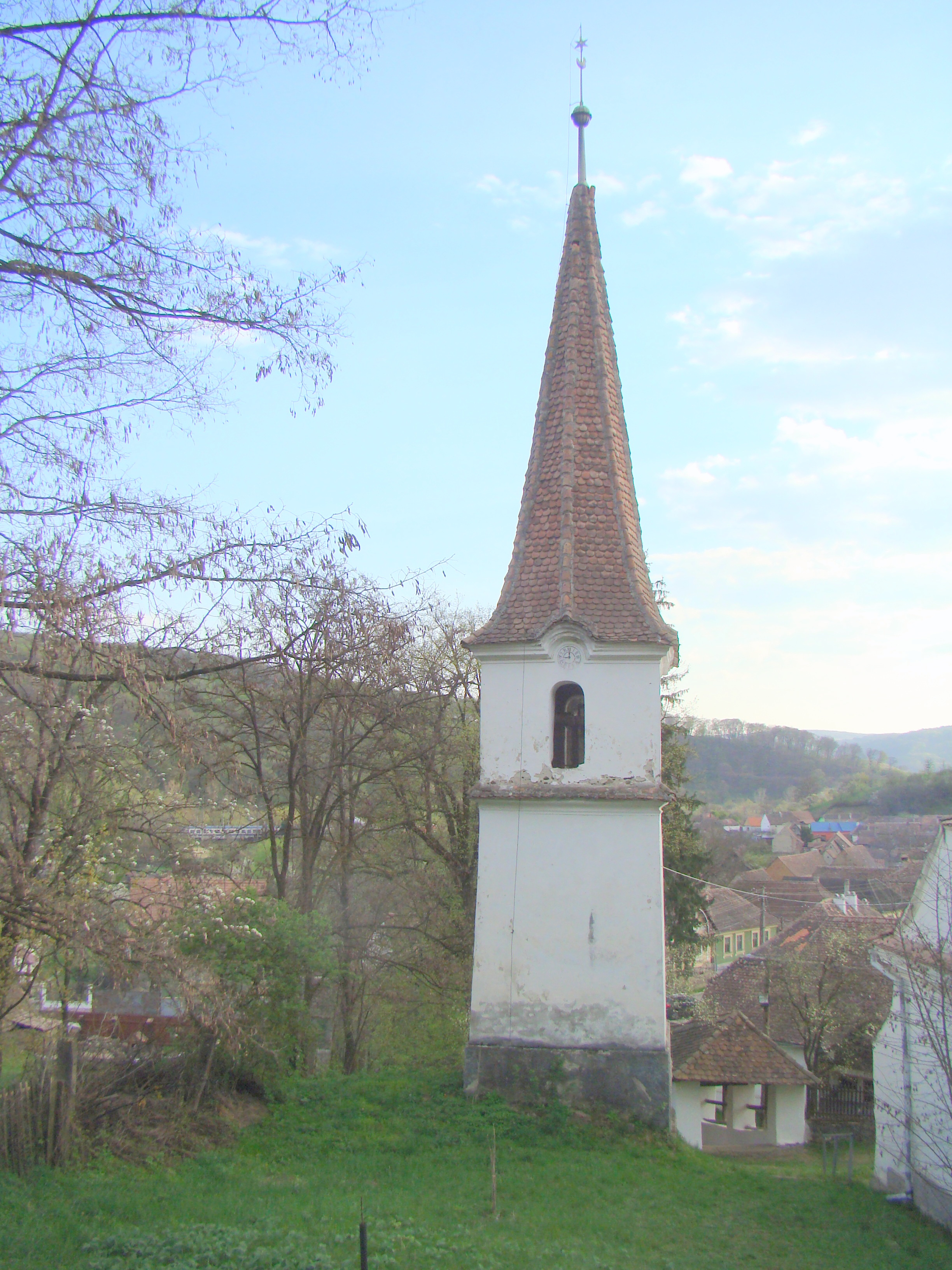
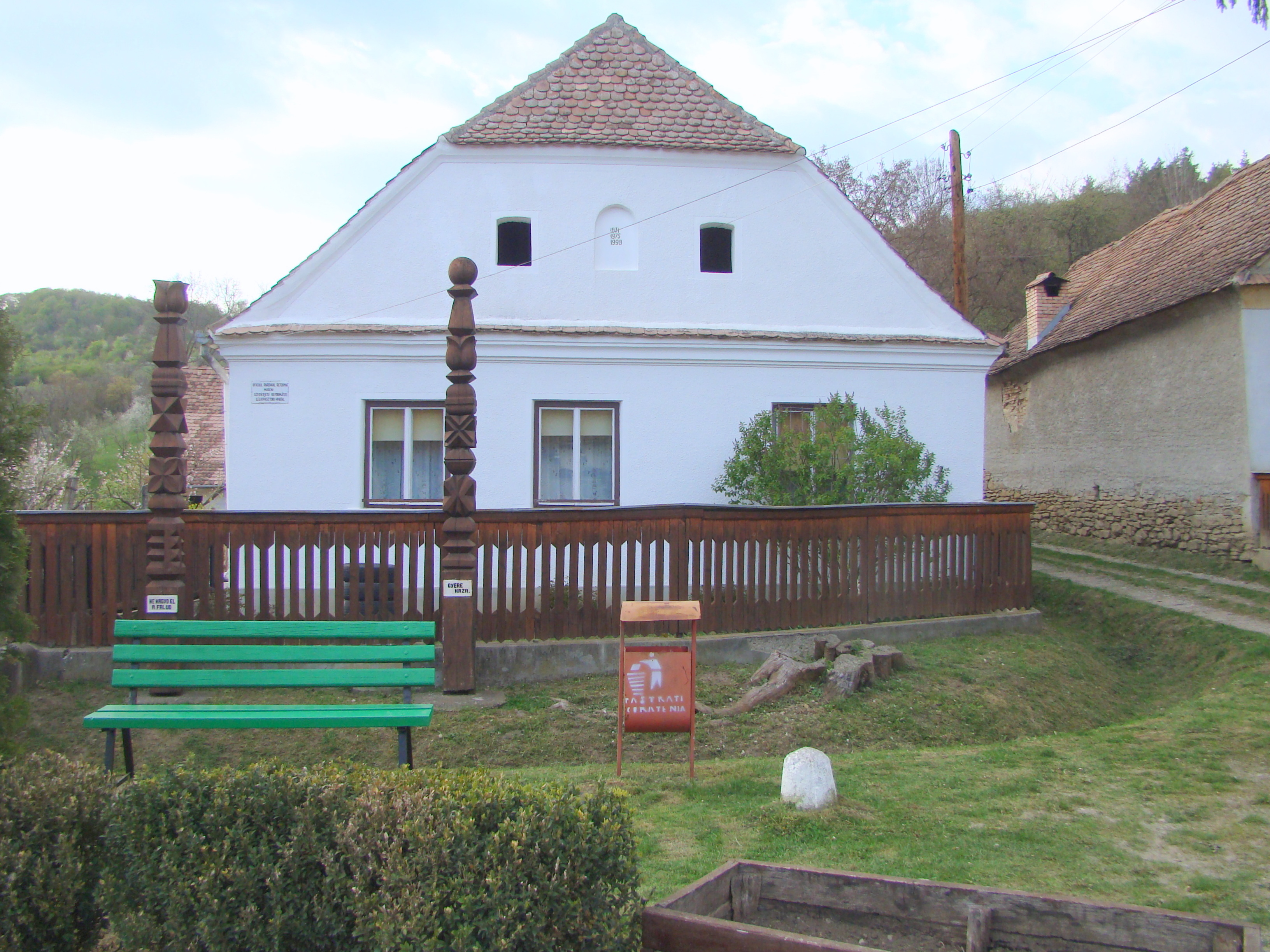

## Vezi și
- Mureni, Mureș

## Imagini din interior

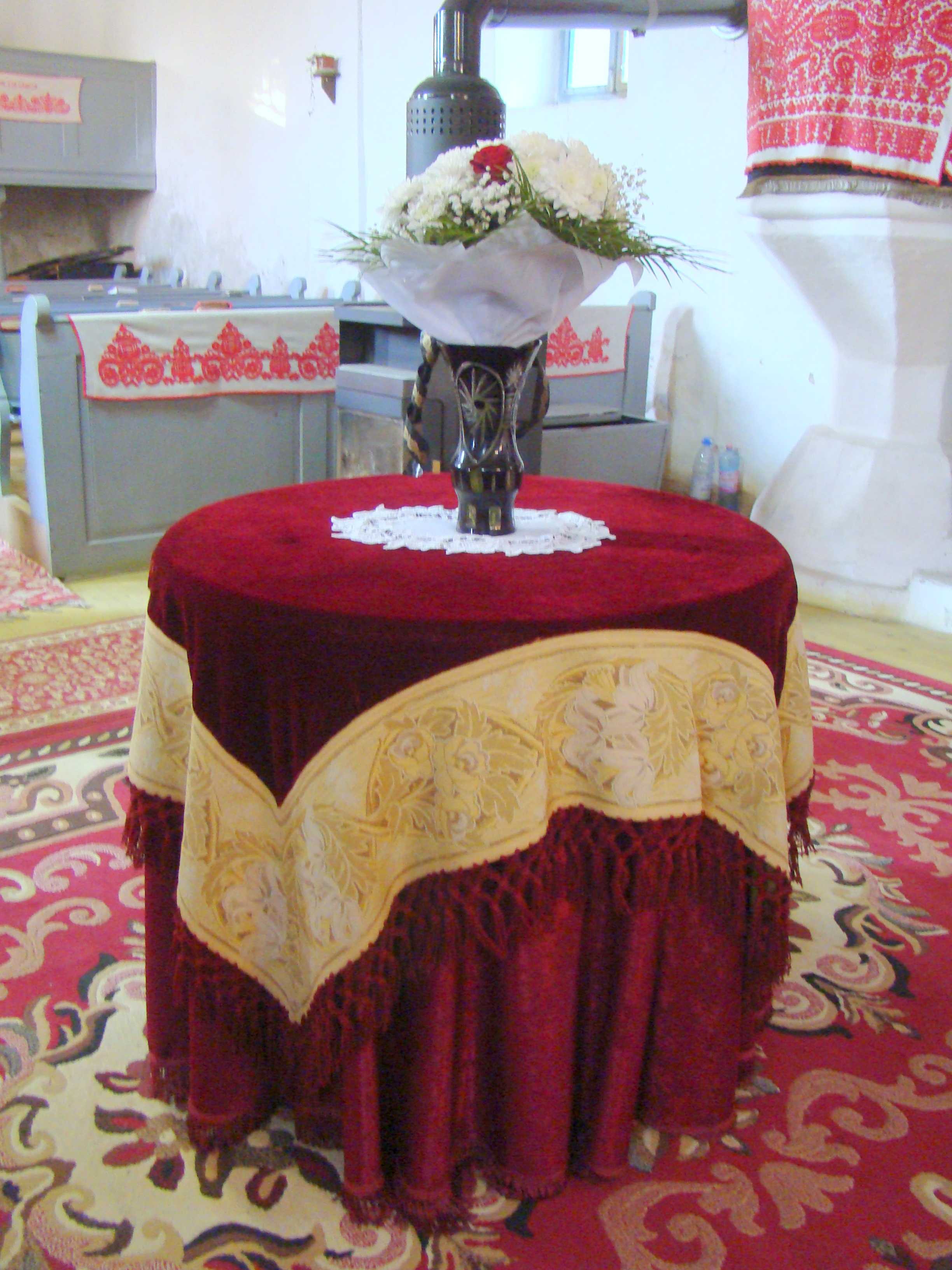
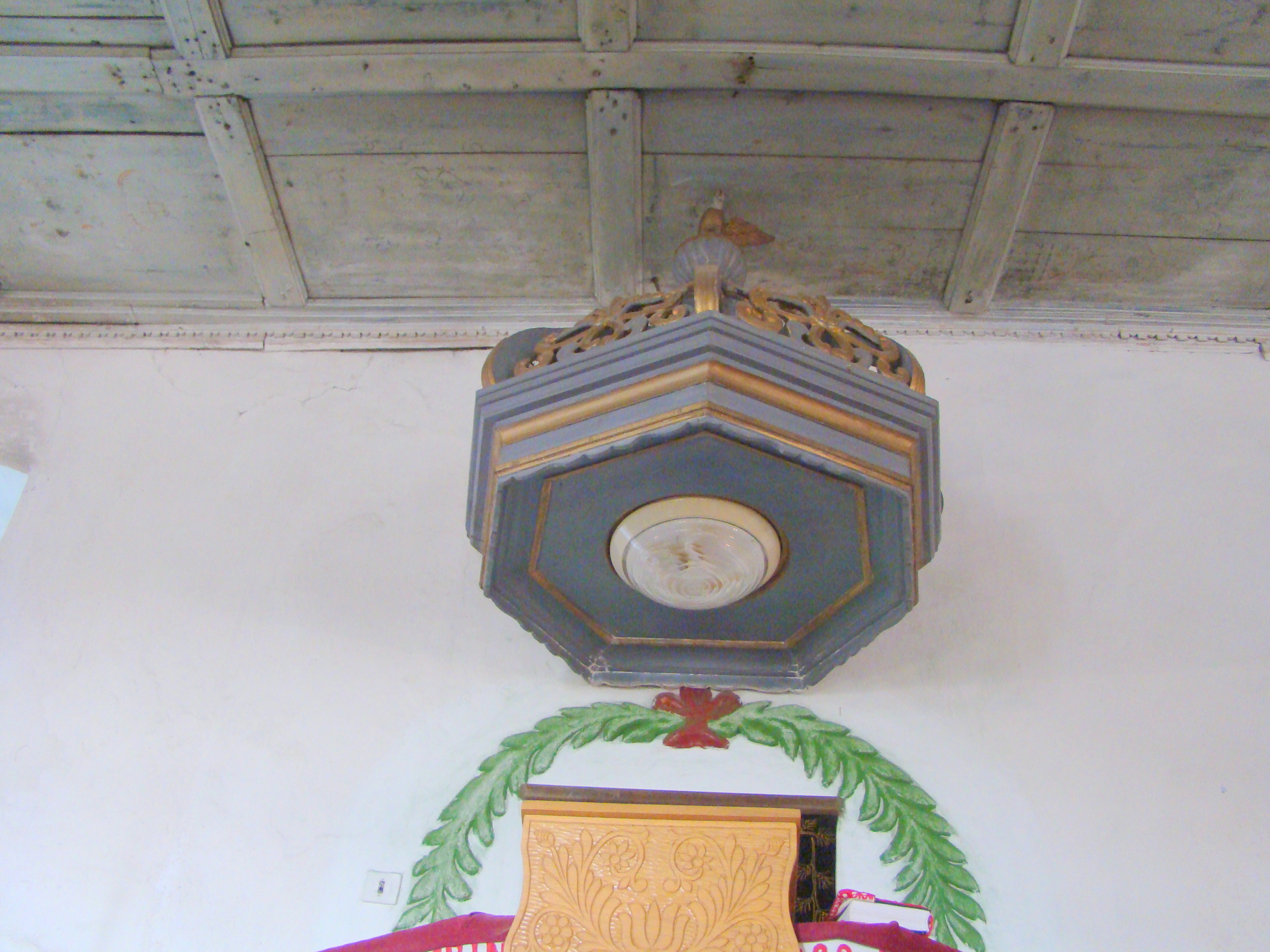
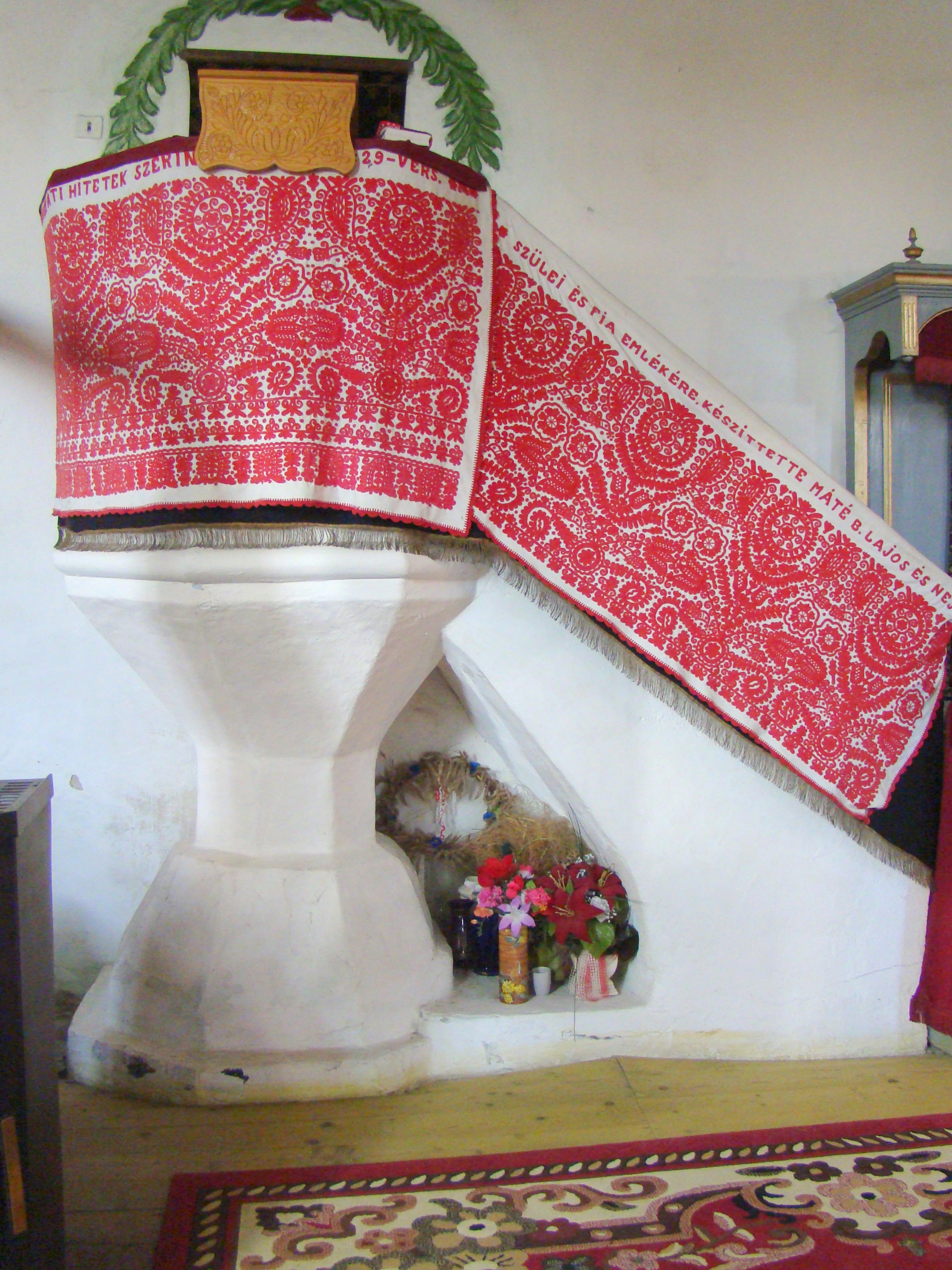
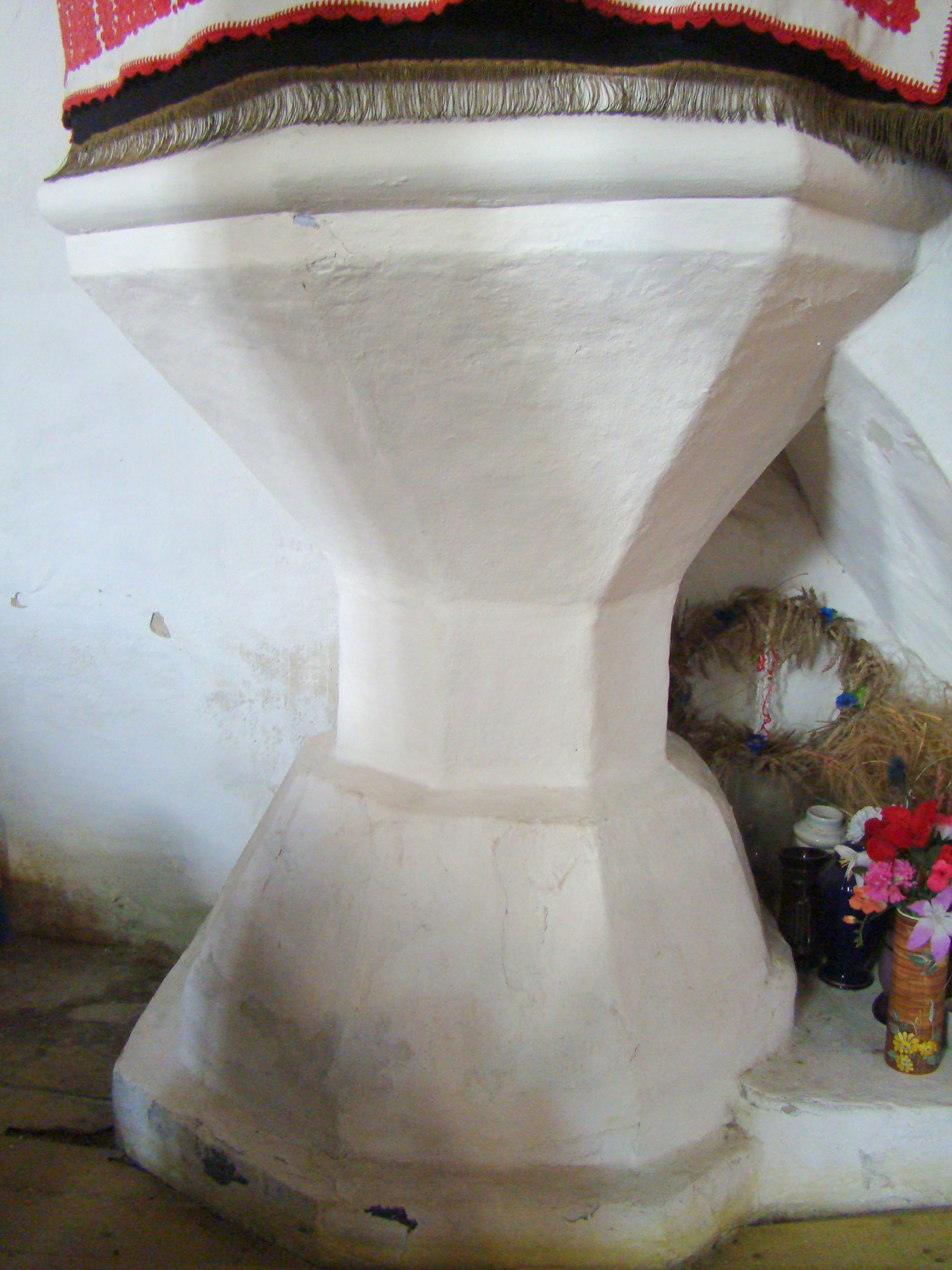
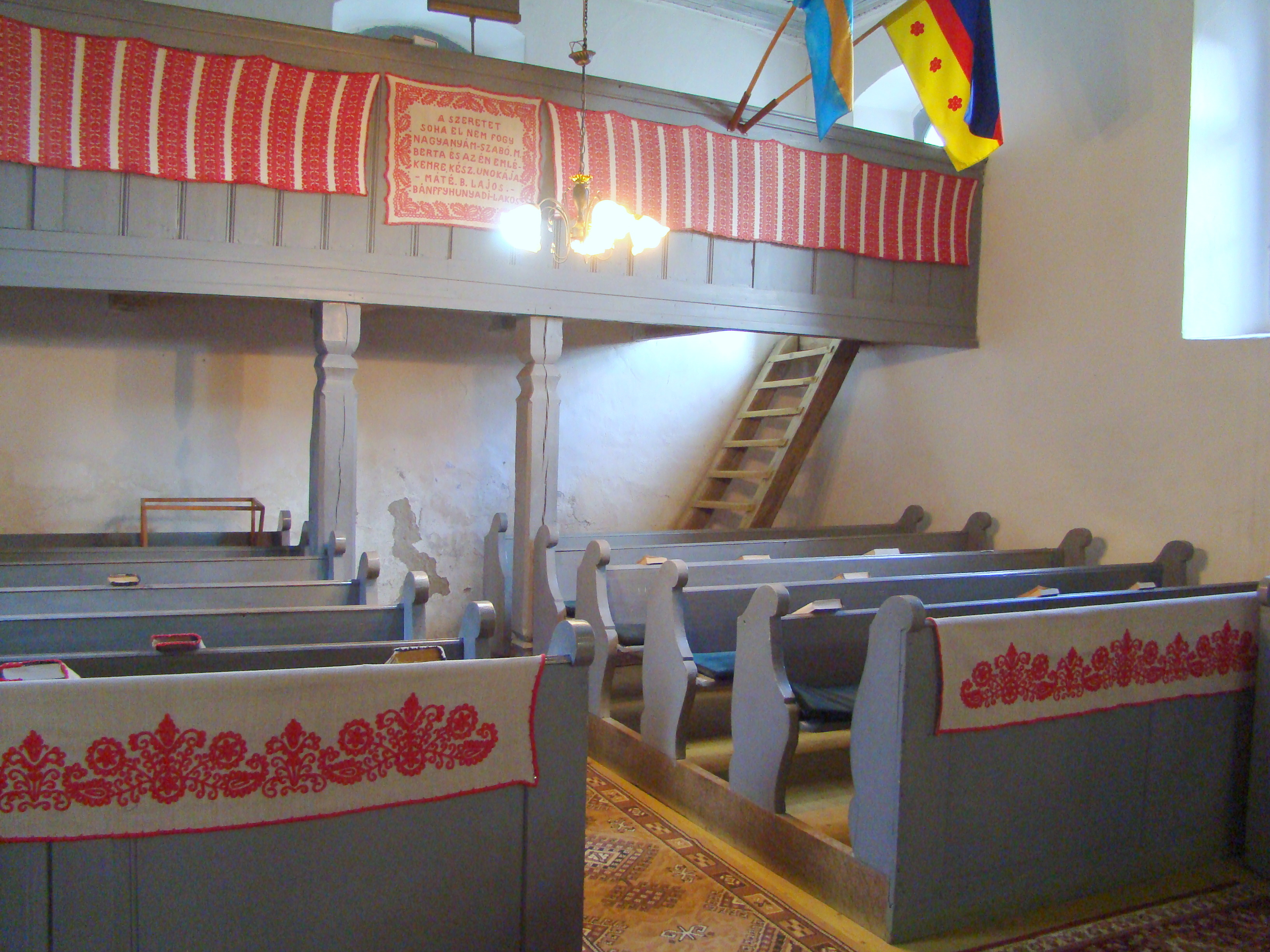
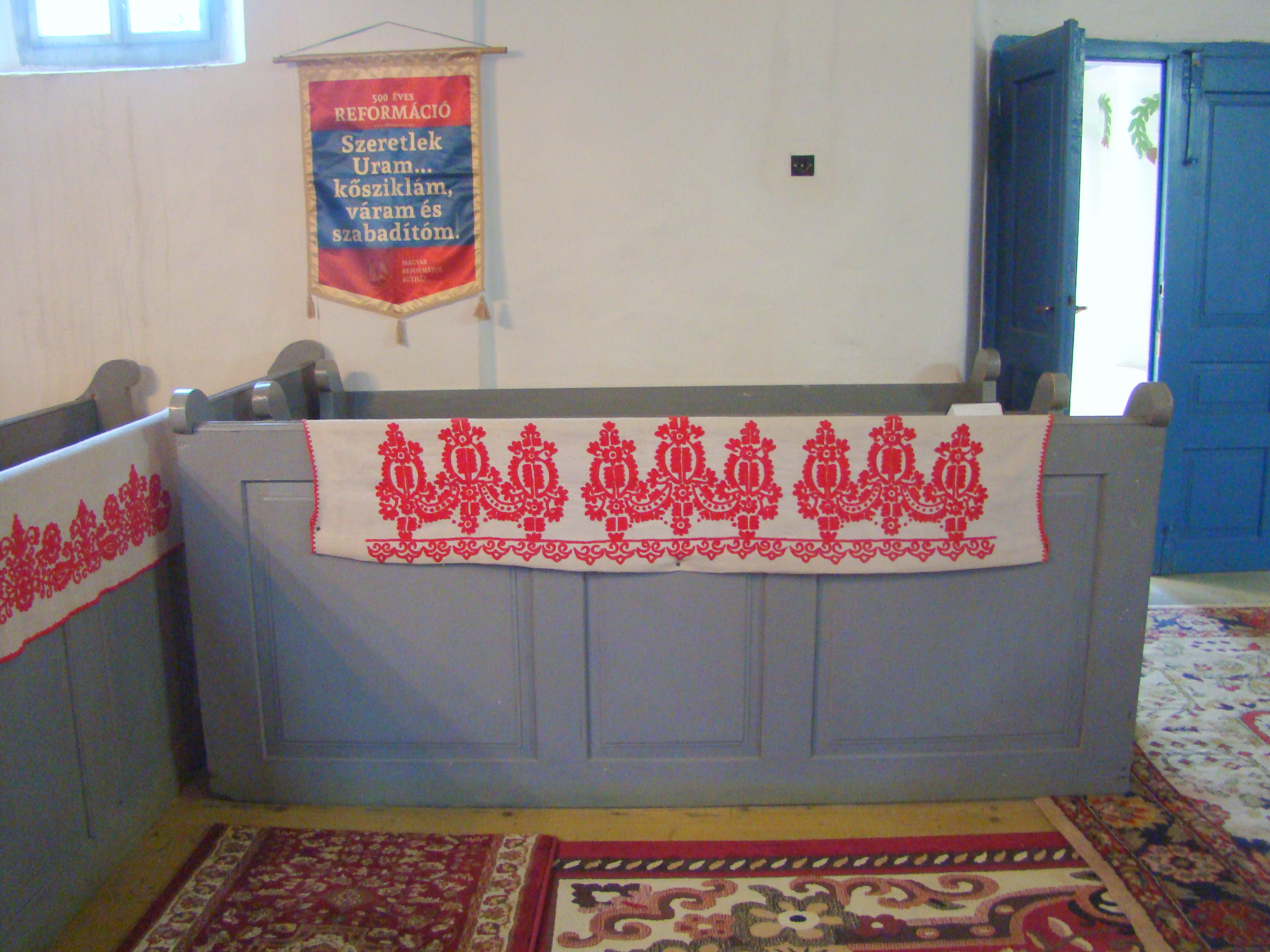
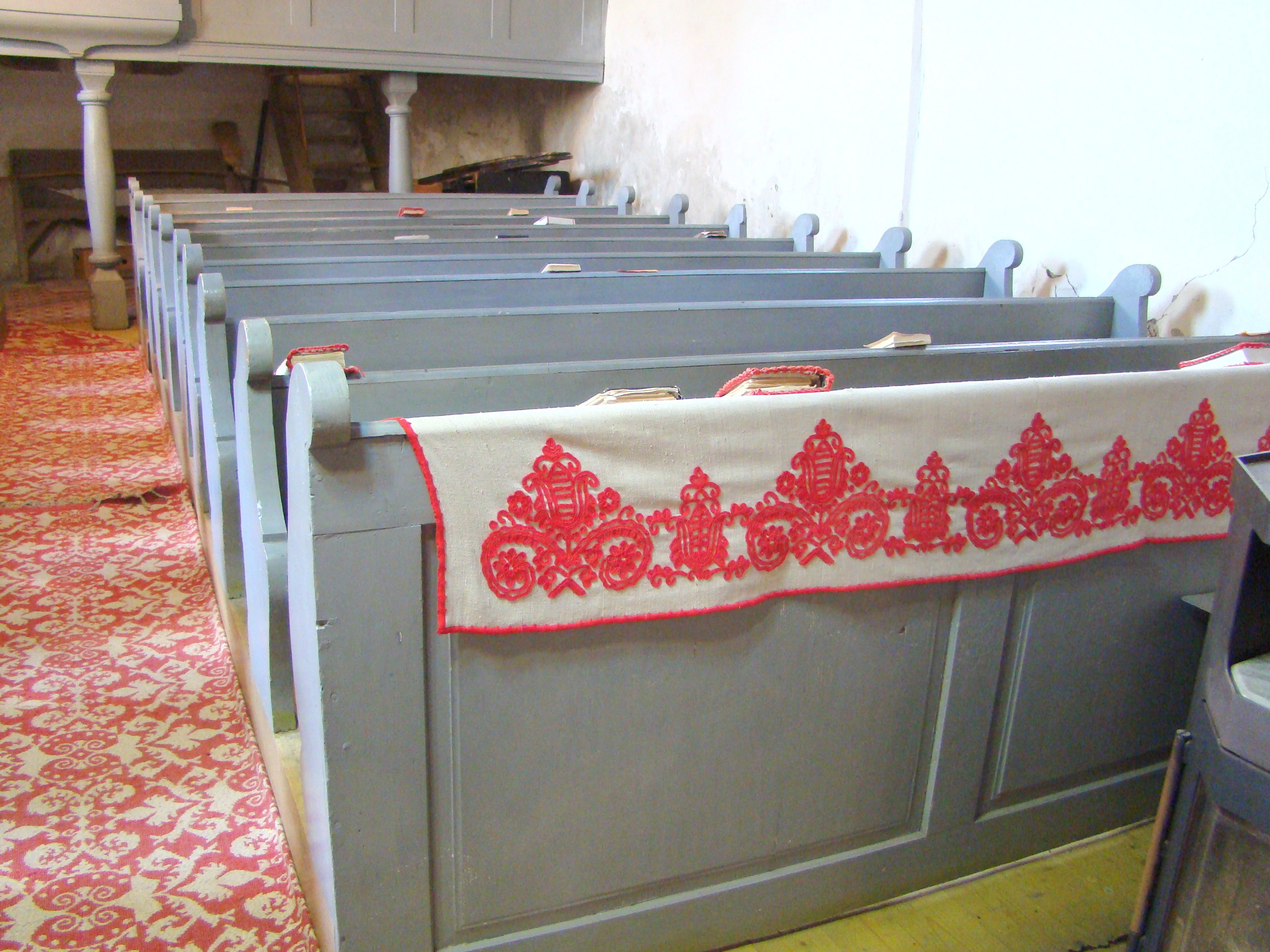
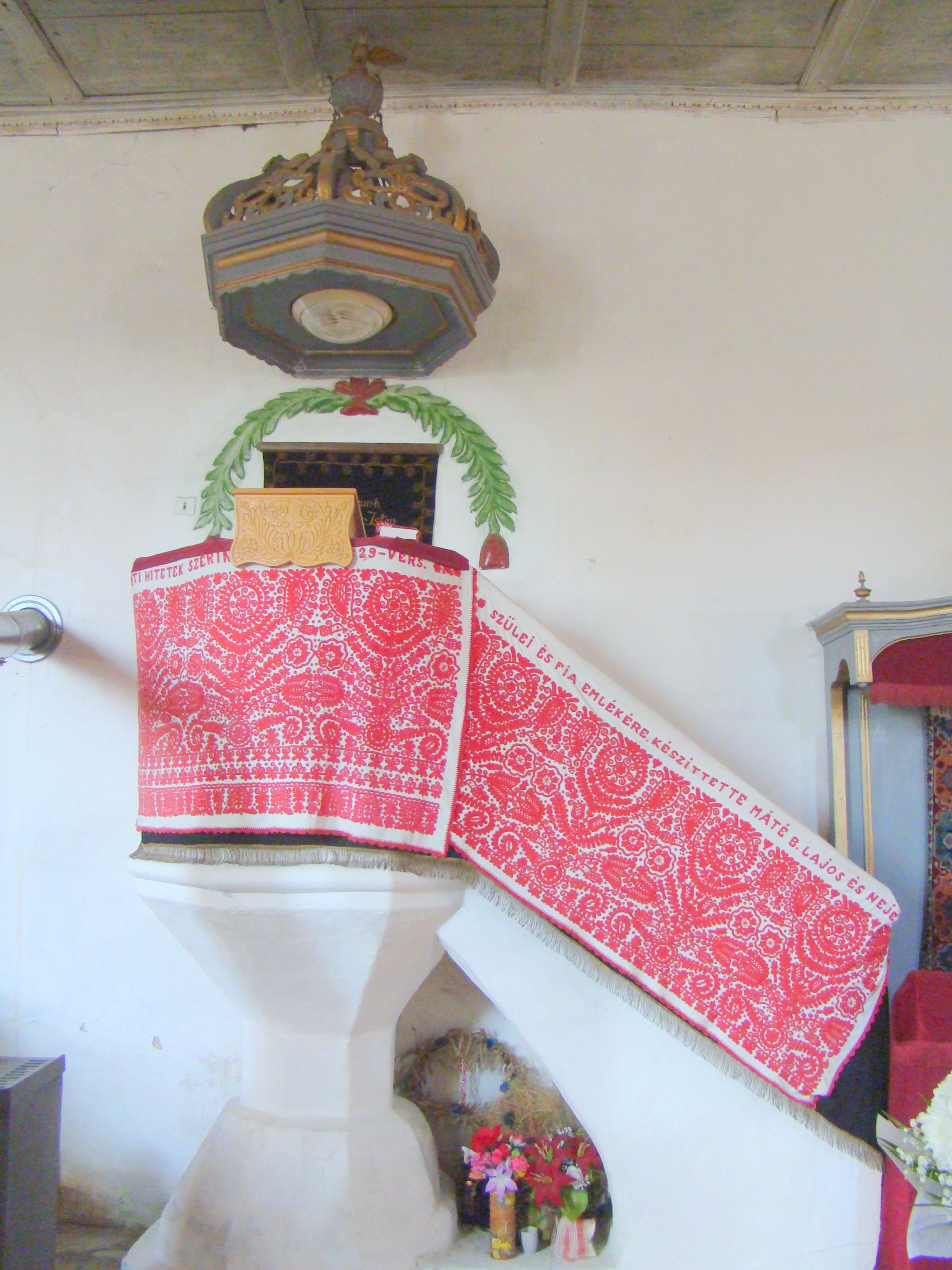
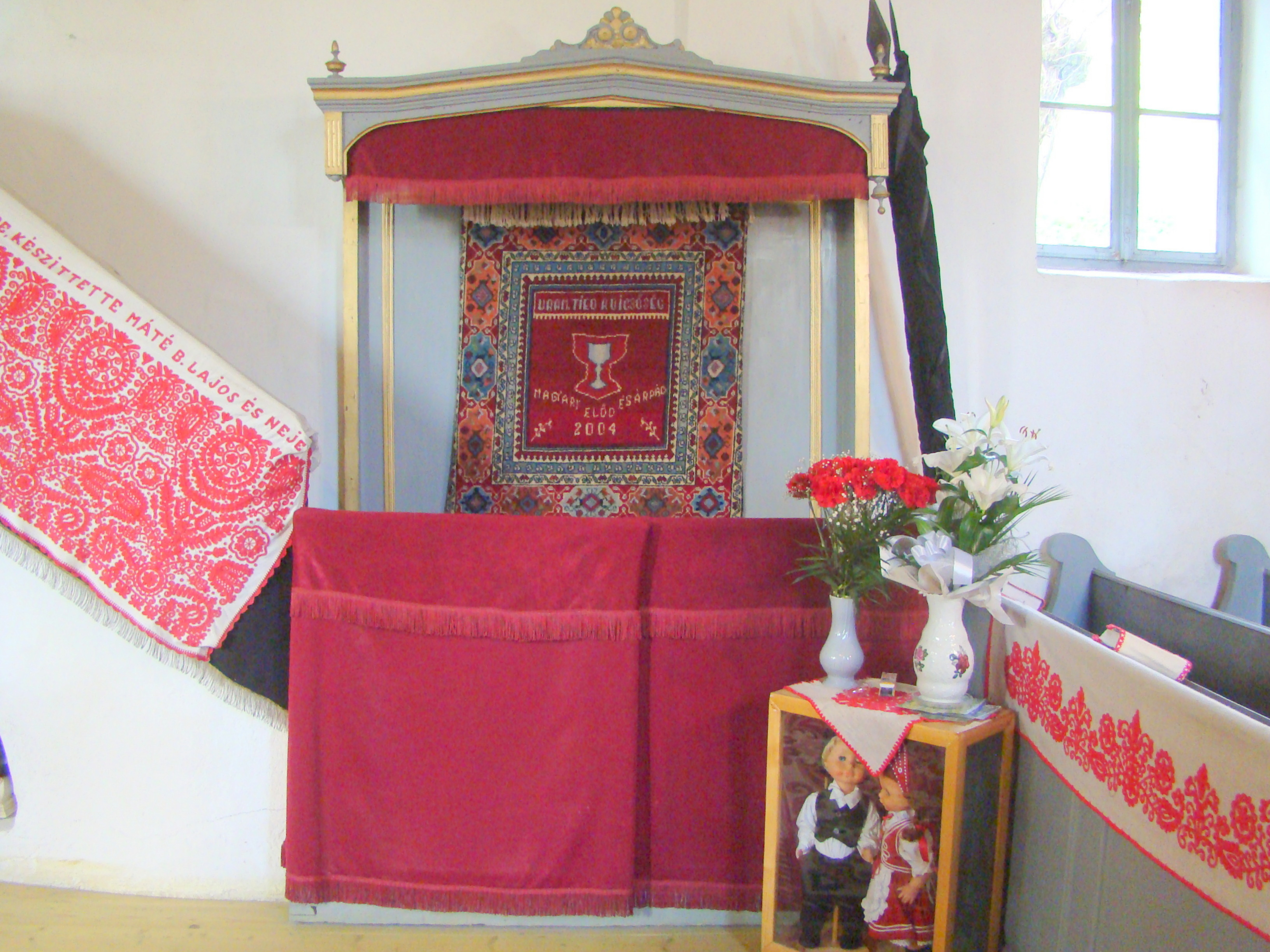
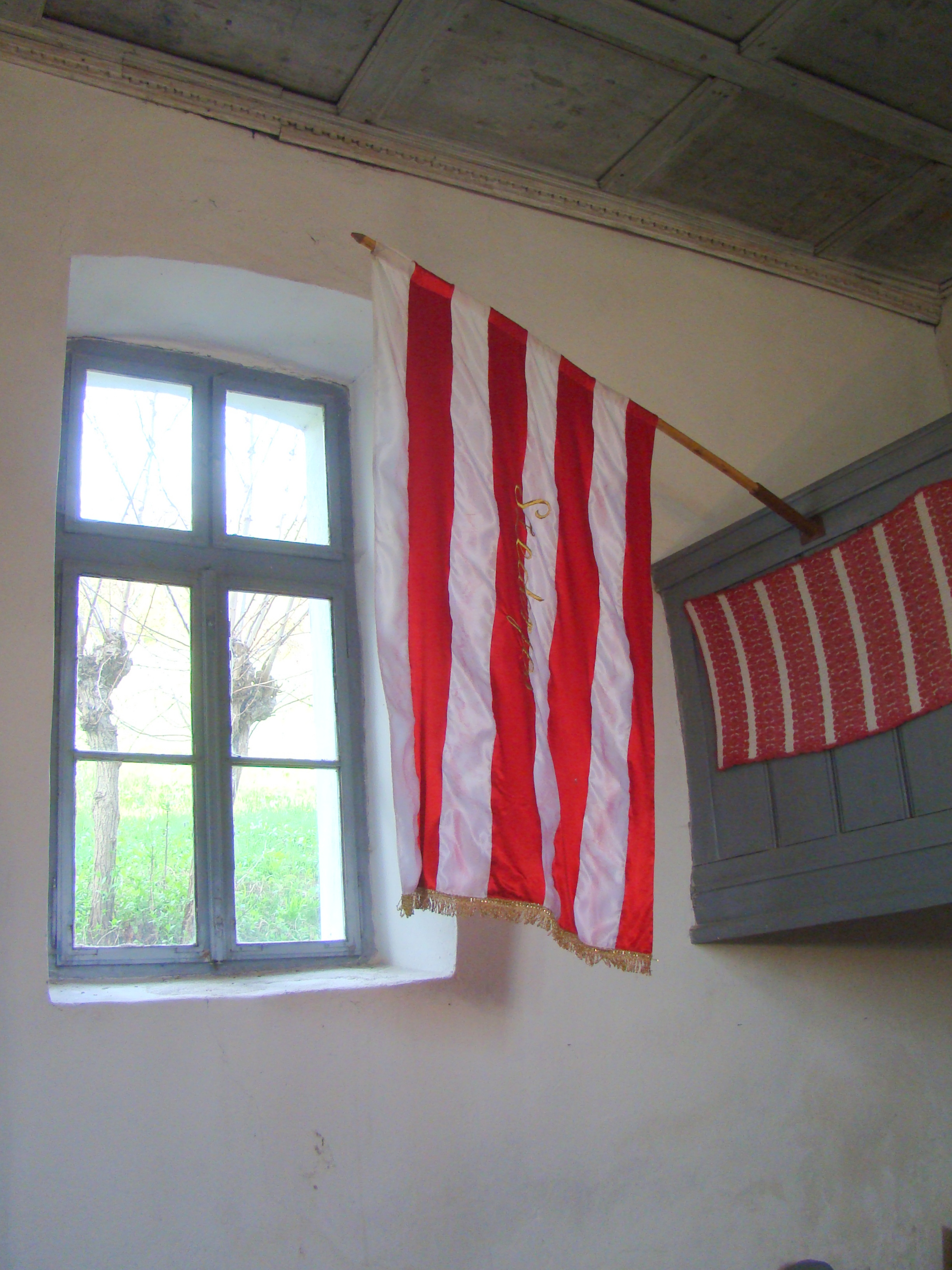
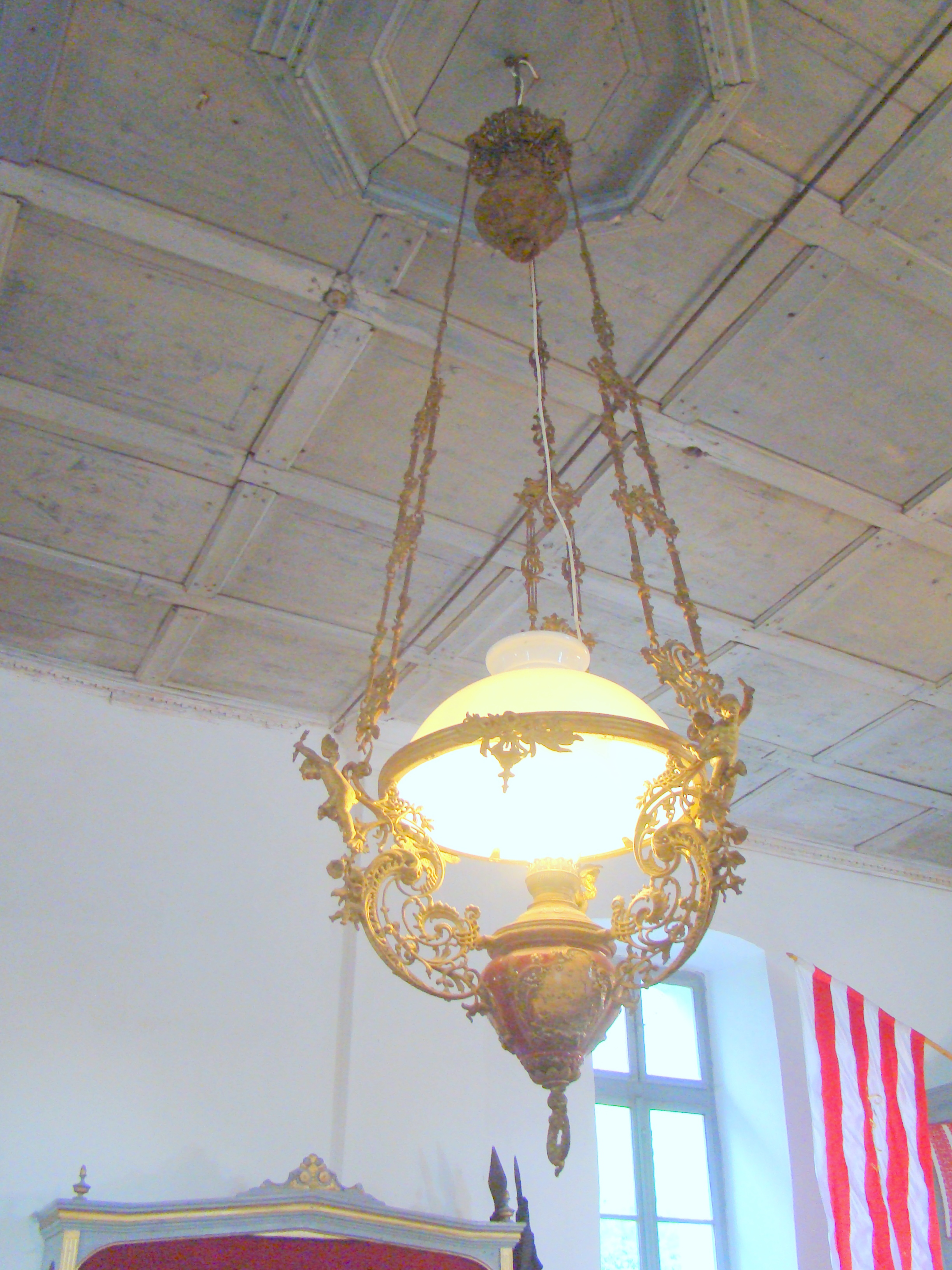
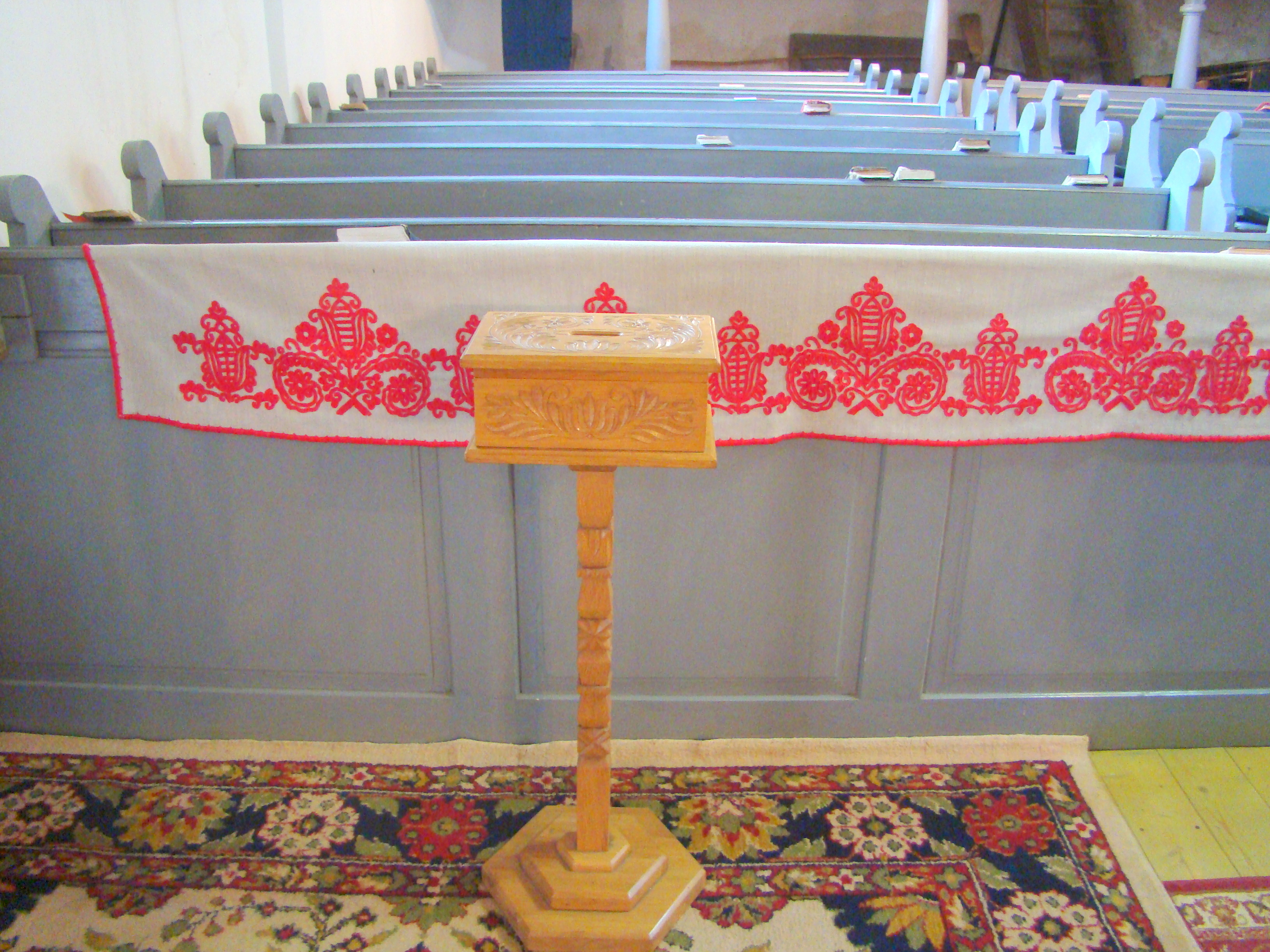
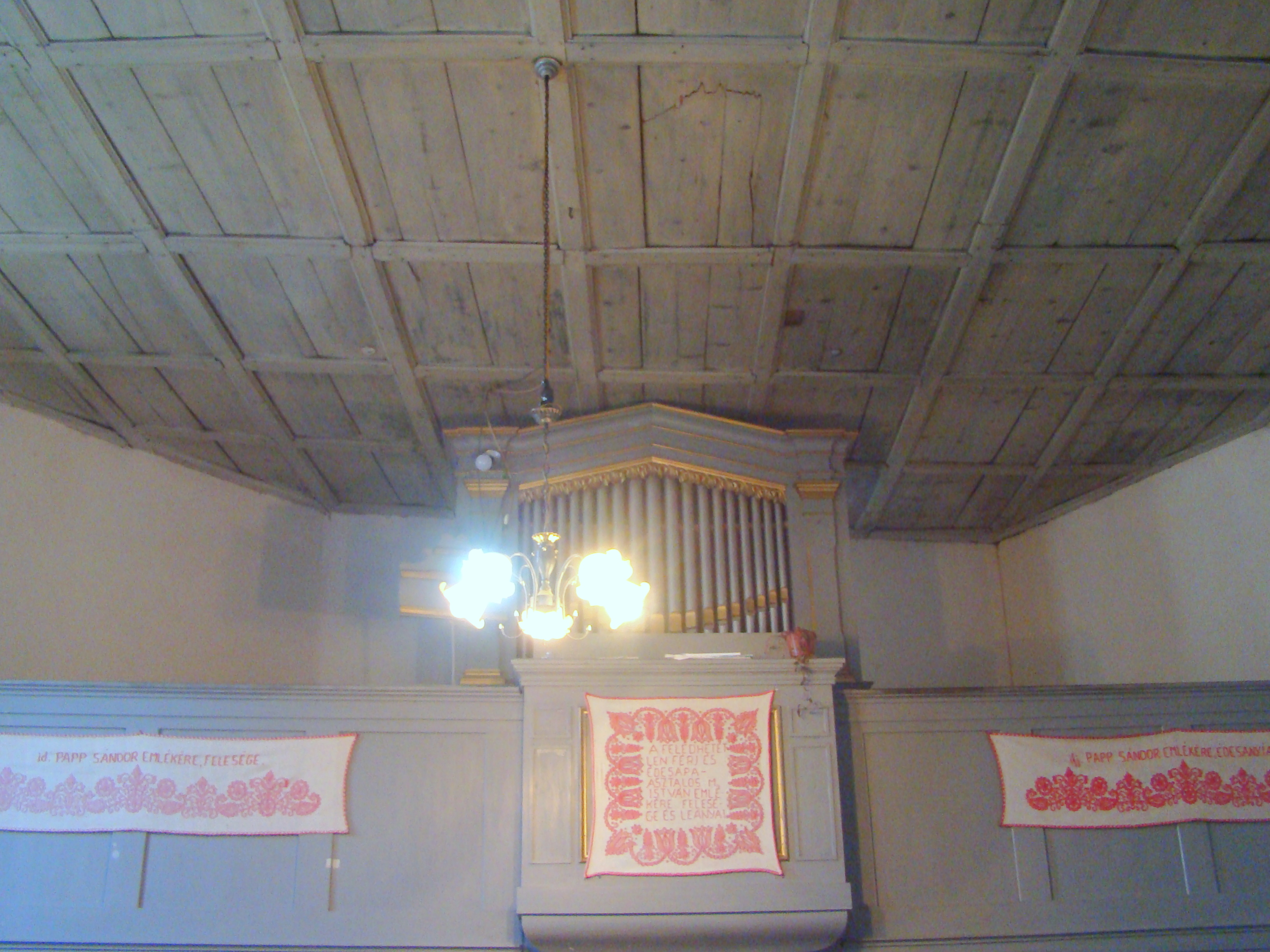
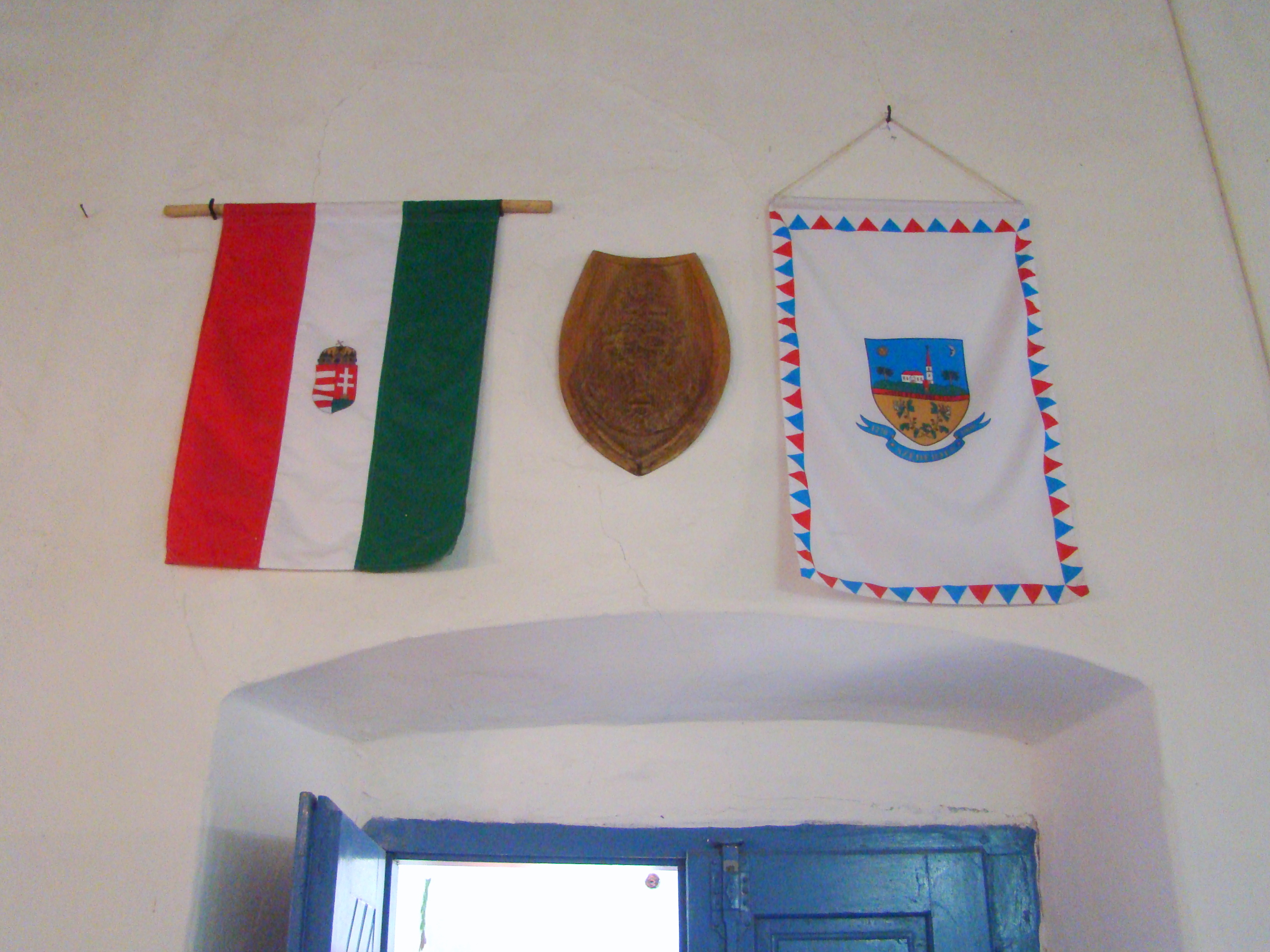
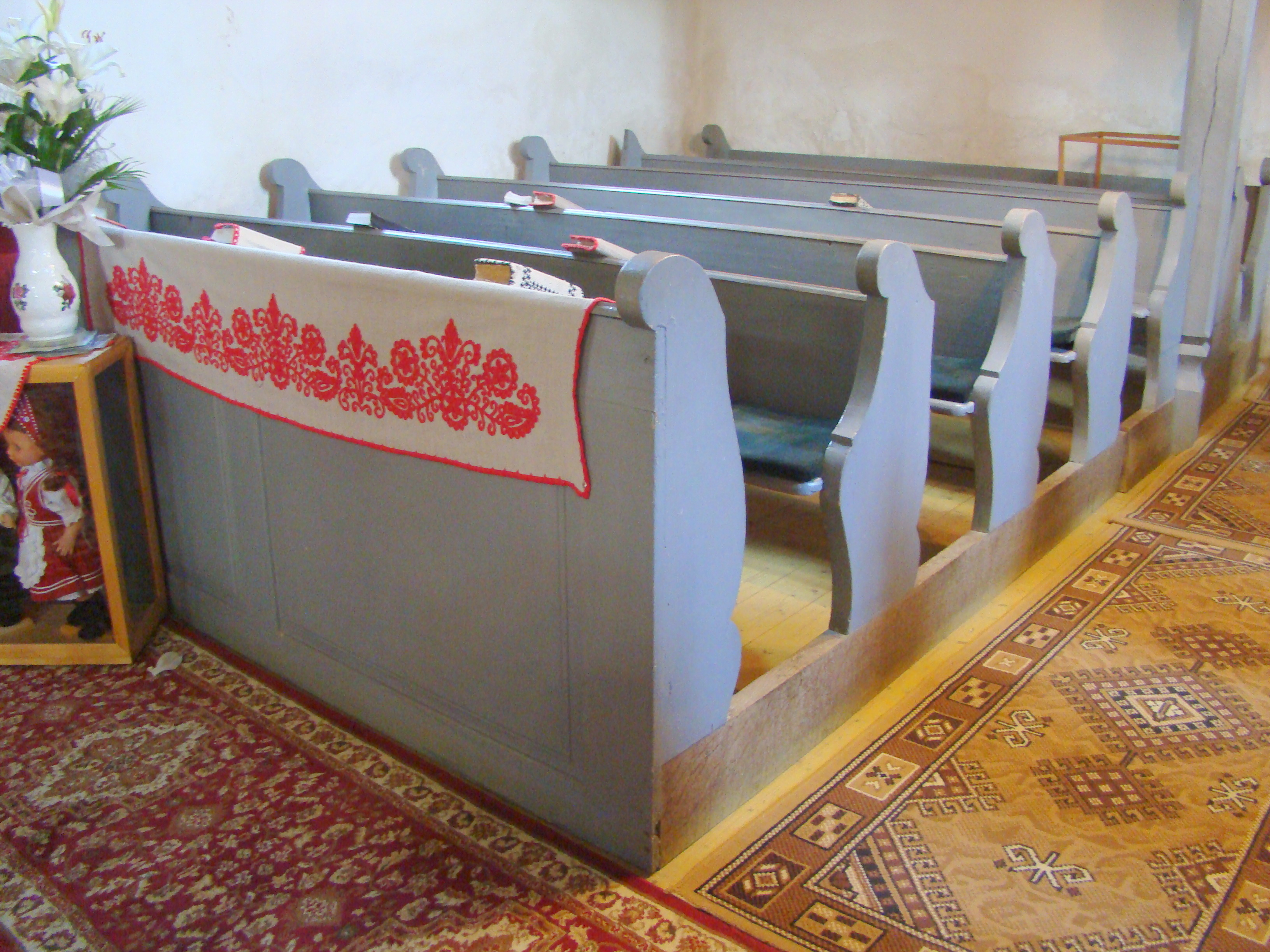
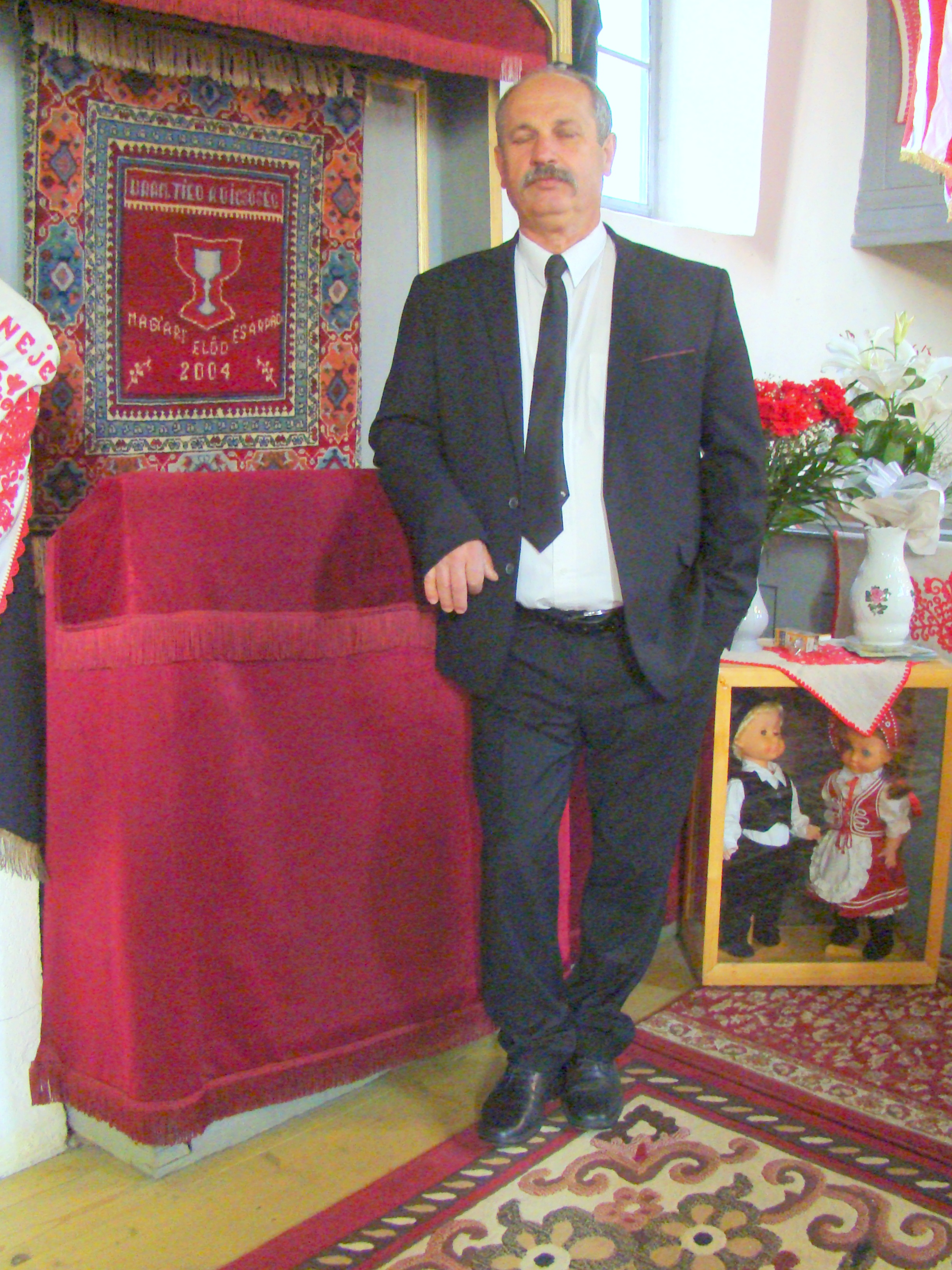
Pastorul bisericii reformate din satul Mureni, judeţul Mureș: Orbán Dániel
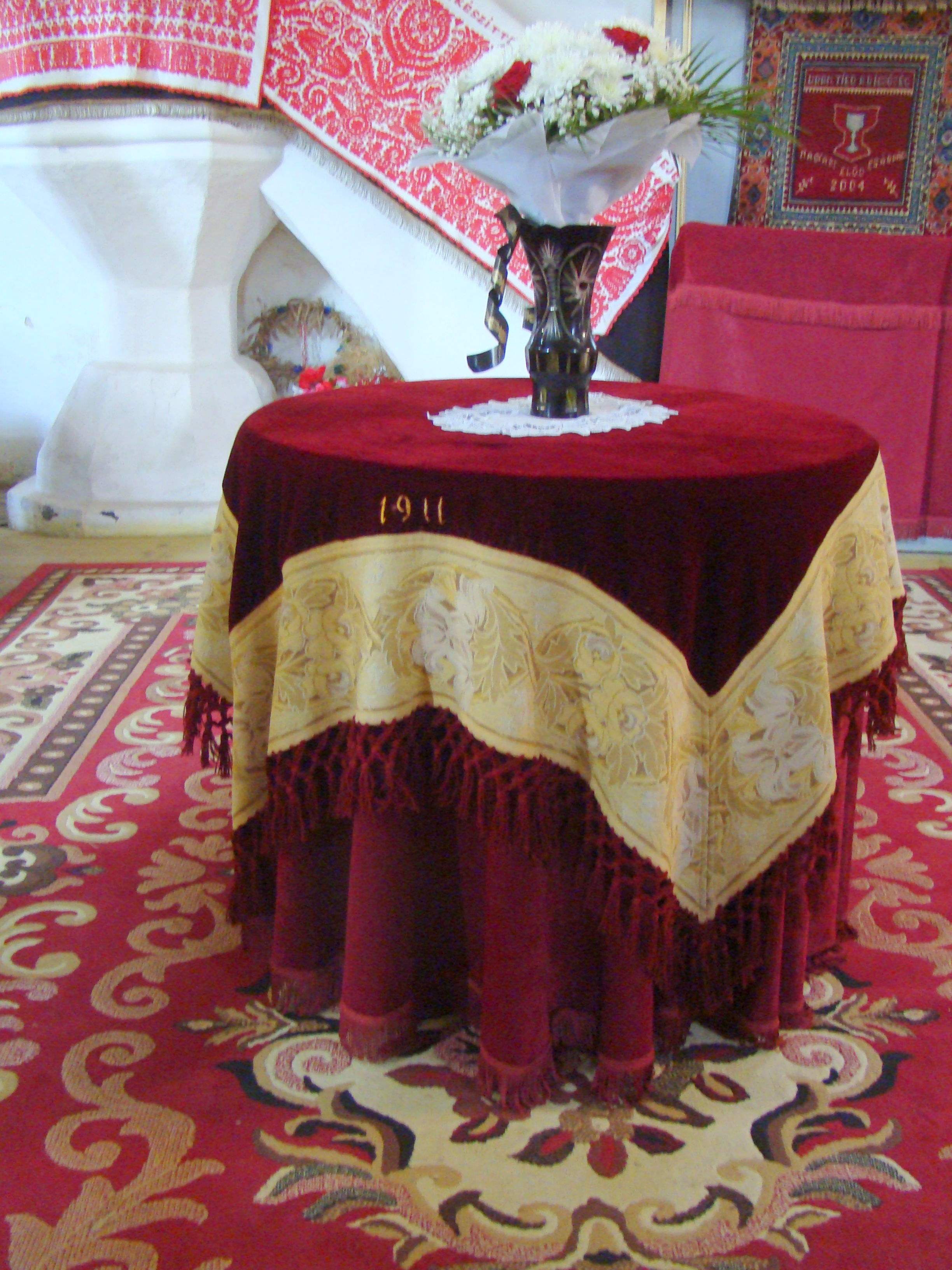
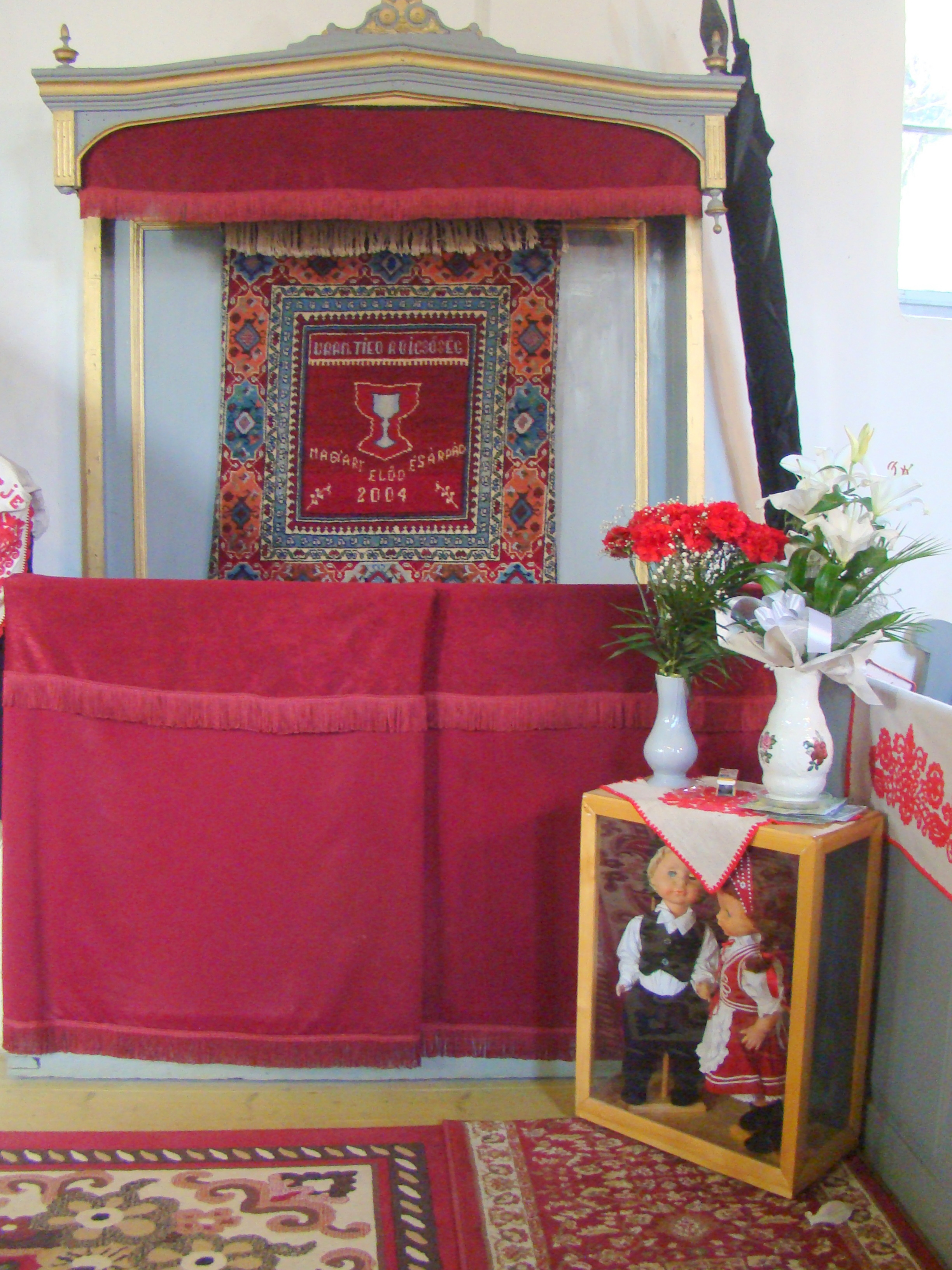